# 나이지리아 식민지
영국령 나이지리아는 19세기 중반부터 나이지리아가 독립한 1960년 10월 1일까지 대영 제국에 의해 통치되었다. 영국은 1861년에 라고스를 합병하고 1884년에 오일 리버 보호령을 설립했다. 니제르 지역에 대한 영국의 영향력은 19세기에 걸쳐 점차 증가했지만, 영국은 1885년까지 이 지역을 효과적으로 점령하지 못했다. 다른 유럽 강대국들은 1885년 베를린 회담에서 이 지역에 대한 영국의 우위를 인정했다.
1886년부터 1899년까지, 국가의 상당 부분은 칙허에 의해 권한을 부여받고 조지 타우만 골디가 통치하는 왕립 니제르 회사에 의해 통치되었다. 1900년, 남나이지리아 보호령과 북나이지리아 보호령은 회사로부터 왕실로 넘어갔다. 프레더릭 루가드 총독의 권유로 두 영토는 나이지리아 식민지 및 보호령으로 합병되었고, 세 주요 지역 (북부 보호령, 남부 보호령, 라고스 식민지) 사이에서 상당한 지역 자치를 유지했다. 제2차 세계 대전 이후의 진보적인 헌법은 나이지리아인에 의한 점진적인 대표성과 선거 정부를 규정했다. 나이지리아에서의 실제 식민지 시대는 1900년부터 1960년까지 지속되었으며, 그 후 나이지리아는 독립을 획득했다.

## 개요
점진적인 정권의 연속을 통해, 영국은 왕령 식민지 정부를 서아프리카의 많은 지역에 부과했으며, 이 지역은 나이지리아로 알려지게 되었다. 이는 독재적이면서도 관료주의적인 형태의 통치였다. 처음에는 간접통치 방식을 채택했지만, 1906년에 영국은 작은 라고스 식민지와 남나이지리아 보호령을 새로운 남나이지리아 식민지로 합병했으며, 1914년에는 이를 북나이지리아 보호령과 결합하여 나이지리아 식민지 및 보호령을 형성했다. 영토의 행정 및 군사 통제는 주로 런던과 나이지리아 모두에서 백인 영국인에 의해 이루어졌다.
군사 정복 후, 영국은 아프리카 노동에서 이익을 얻기 위해 고안된 경제 시스템을 부과했다. 이 시스템의 본질적인 기반은 화폐 경제였다. 특히 영국의 파운드 스털링은 과세를 통해 요구될 수 있고, 협력적인 원주민에게 지불될 수 있으며, 벌금으로 부과될 수 있었다.
서로 다른 민족 및 종교 집단을 하나의 연방으로 합병한 것은 나이지리아에 오늘날까지 지속되는 내부적 긴장을 야기했다.

## 영국의 영향력의 기원
1700년대에 대영 제국과 다른 유럽 강대국들은 서아프리카에 정착지와 요새를 가지고 있었지만, 아메리카에 존재했던 본격적인 농장 식민지를 아직 설립하지 못했다. 애덤 스미스는 1776년에 아프리카 사회가 "아메리카의 사회보다 더 잘 정착되어 있고 인구가 많았으며, 따라서 유럽의 확장에 더 강력한 장벽을 형성했다. 유럽인들은 아프리카 해안과 동인도 제도에 많은 상당한 정착지를 가지고 있었지만, 이들 지역 중 어느 곳에도 아메리카의 섬과 대륙에 있는 것과 같은 수많은 번성하는 식민지를 아직 설립하지 못했다"고 썼다. 
이와 관련된 초기 요소로는 1787년 프리타운을 자유민의 피난처로 설립한 것, 에도 왕국에 기독교를 전파하기 위한 독립적인 선교사 운동, 런던에 본부를 둔 아프리카 협회와 같은 학회 및 과학 단체가 후원하는 탐사 프로그램 등이 있었다.
영국령 서인도 제도, 회사령 인도 및 기타 지역의 상황을 인식한 지역 지도자들은 영국의 확장 위험을 인지했다. 1860년 보니의 한 추장은 영국 조약이 "추장들이 의미를 이해하지 못하는 조약에 서명하도록 유도한 다음, 그 나라를 점령"하는 경향이 있었기 때문에 거부했다고 설명했다.
곰베 에미리트의 본부는 곰베 아바였으며, 당시 곰베의 에미르인 우마루 콰이링가 (1898–1922)는 그의 할아버지이자 곰베 에미리트의 설립자인 모디보 부바예로가 세운 도시인 곰베 아바에서 1913년에 나파다 마을로, 그리고 1919년에 현재의 곰베로 이동할 수밖에 없었다. 이는 곰베 에미리트가 1903년에 영국 식민주의자들에게 정복된 이후의 일이었다.

### 노예 무역 및 폐지

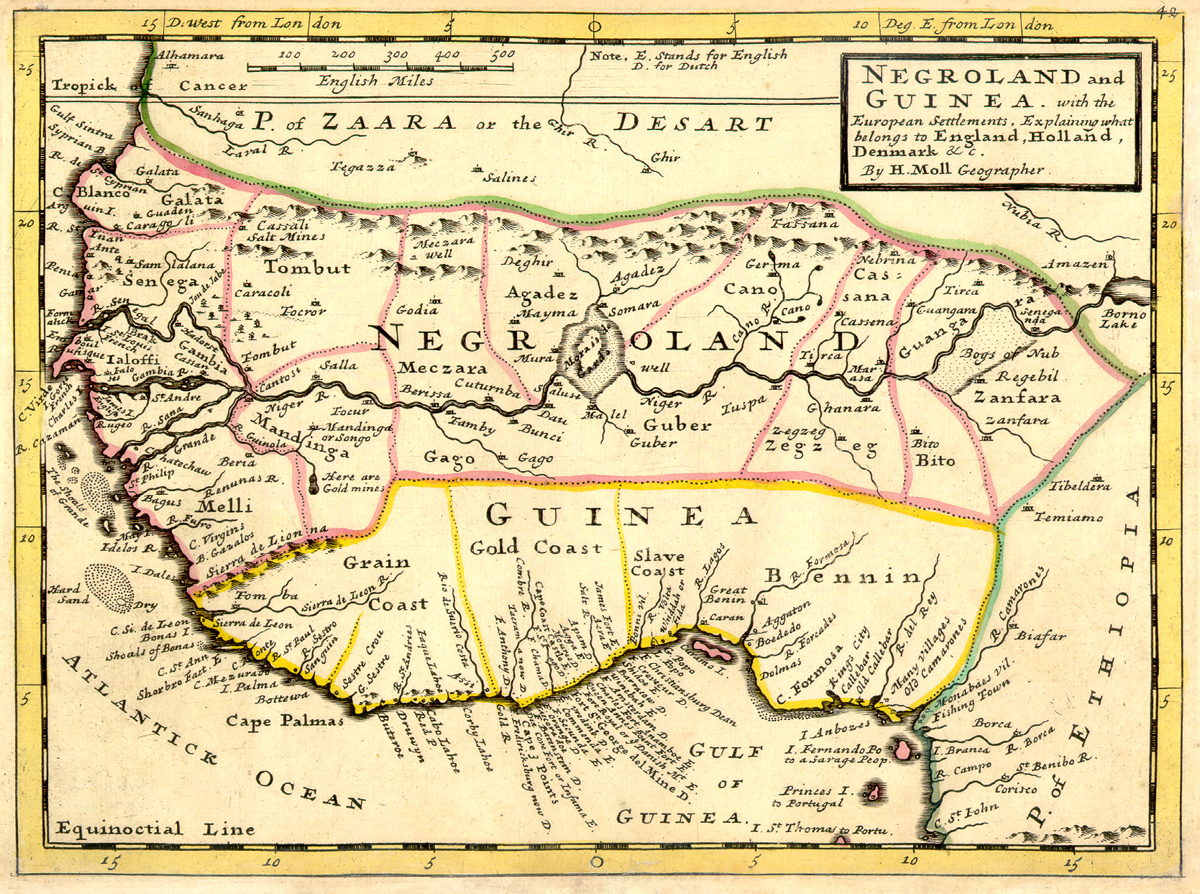
1736년 런던 지도 제작자 헤르만 몰이 그린 노예 해안을 포함한 니그롤랜드와 기니 지도

서아프리카에서 유럽의 노예 무역은 1650년 이전에 시작되었으며, 연간 약 3,000명의 노예가 끌려갔다. 이 비율은 세기 말에 연간 20,000명으로 증가했다. 노예 무역은 1700년부터 1850년까지 가장 활발했으며, 1783년에서 1792년 사이에 매년 평균 76,000명의 사람들이 아프리카에서 끌려갔다. 처음에는 무역이 현재의 콩고인 서중앙아프리카를 중심으로 이루어졌다. 그러나 1700년대에 베냉만 (일명 노예 해안)이 다음으로 중요한 중심지가 되었다. 우이다 (현재 베냉의 일부)와 라고스는 해안의 주요 항구였다. 1790년부터 1807년까지, 주로 영국 노예 상인들은 라고스에서만 매년 1,000~2,000명의 노예를 구매했다. 이후 무역은 포르투갈 제국 하에서 계속되었다. 비아프라만에서는 주요 항구가 올드 칼라바르 (아콰 아크파), 보니 및 뉴 칼라바르였다. 1740년부터 영국은 이 지역에서 노예를 주요 유럽 노예 운송업자였다. 1767년, 영국 상인들은 칼라바르에서 지역 분쟁을 해결하기 위해 배에 초대한 수백 명의 사람들을 학살하는 악명 높은 사건을 자행했다.
1807년, 영국 의회는 노예 무역법을 제정하여 영국 신민이 대서양 노예 무역에 참여하는 것을 금지했다. 영국은 그 후 다른 유럽 강대국들에게도 노예 무역을 중단하도록 로비했다. 영국은 아프리카 봉쇄를 통해 군사적으로 강제한 서아프리카 국가들과 노예 반대 조약을 체결했다. 일부 조약에는 영국의 허가 없이 외교를 수행하는 것을 금지하거나 영국 통치를 준수하겠다는 기타 약속이 포함되어 있었다. 이 시나리오는 지역 전역에 걸친 해군 탐험 및 정찰 기회를 제공했다. 영국은 또한 시에라리온의 프리타운을 합병하고 1808년에 왕령 식민지로 선언했다.
무역 감소는 간접적으로 에도 제국과 같은 국가의 붕괴로 이어졌다. 영국은 아메리카로 노예를 주요 운송하던 때에 노예 무역에서 손을 뗐다. 프랑스는 프랑스 혁명 이후 노예 제도를 폐지했지만, 나폴레옹 하에서 특히 마르티니크와 같은 카리브 식민지에서는 잠시 재설립했다. 프랑스는 1803년에 루이지애나를 미국에 매각했으며, 같은 해 아이티 혁명으로부터 생도맹그 (아이티)를 되찾으려는 시도를 포기했다. 나폴레옹 전쟁이 끝날 무렵, 프랑스는 자국 영토 내의 노예 제도를 폐지했다. 프랑스와 영국은 에도 항구에서 판매된 노예의 대부분을 구매했다. 노예 무역 감소로 경제는 타격을 입었지만, 상당한 노예 밀매는 그 후로도 수년간 계속되었다.
라고스는 1700년대 후반부터 1850년대까지 주요 노예 항구가 되었다. 그곳에서 발생한 인신매매의 대부분은 명목상 불법이었고, 이 시기와 장소의 기록은 포괄적이지 않다. 대서양 노예 항해 데이터베이스에 따르면, 1776년부터 1850년까지 라고스에서 308,800명의 노예가 대서양을 건너 판매되었다. 영국과 프랑스 상인들은 1807년 포르투갈과 스페인 상인으로 대체될 때까지 이 사업의 큰 부분을 차지했다. 1826년부터 1850년까지 영국 왕립 해군은 라고스 노예 수출에 상당한 개입을 했다.
나이지리아에 대한 영국의 정복이 노예 제도를 종식시키려는 자비로운 동기에서 비롯된 것인지, 아니면 부와 권력이라는 더욱 도구적인 동기에서 비롯된 것인지는 아프리카와 유럽 역사가들 사이에서 여전히 논쟁의 대상이다. 많은 지역 주민들은 왕실이 법령을 통해 사회 제도의 법적, 도덕적 속성을 완전히 뒤집을 권한이 있다는 것에 확신하지 못했다. 그럼에도 불구하고, 노예 제도는 인구를 감소시키고 군사화와 혼란을 부추겨 더욱 공격적인 식민지화를 위한 길을 열었다.

### 선교사
서아프리카 해안의 상인과 관리들을 동반한 포르투갈 로마 가톨릭 사제들은 15세기에 에도 제국에 기독교를 전파했다. 에도 공동체와 소수의 아프리카 개종자들을 섬기기 위해 여러 교회가 세워졌다. 그러나 이 지역에서 포르투갈과의 직접적인 접촉이 줄어들자 가톨릭 선교사들의 영향력은 약화되었다. 18세기에는 기독교의 흔적이 사라졌다.
영국 성직자들이 노예 무역 폐지 운동에 큰 영향을 미쳤지만, 아프리카에 대한 중요한 선교 활동은 1840년대까지 발전하지 못했다. 한동안 선교사들은 라고스와 이바단 사이의 지역에서 활동했다. 첫 선교회는 잉글랜드 국교회의 교회 선교회 (CMS)에 의해 시작되었다. 영국, 캐나다, 미국의 다른 개신교 종파들도 선교회를 열었으며, 1860년대에는 로마 가톨릭 수도회들이 선교회를 설립했다. 개신교 선교사들은 서로 경쟁을 피하기 위해 국가를 활동 영역으로 나누는 경향이 있었고, 가톨릭 선교사들도 그곳에서 활동하는 여러 수도회들 사이에서 노력의 중복을 피했다. 가톨릭 선교사들은 특히 이보족 사이에서 활발히 활동했으며, CMS는 요루바족 사이에서 활동했다.
CMS는 초기에 아프리카인들을 선교 분야의 책임 있는 직책에 승진시켰다. 예를 들어, 그들은 새뮤얼 아자이 크라우더를 니제르의 첫 성공회 주교로 임명했다. 해방된 요루바족 노예였던 크라우더는 시에라리온과 영국에서 교육을 받았고, 그곳에서 첫 CMS 선교사 그룹과 함께 고국으로 돌아오기 전에 서품을 받았다. 성공회와 다른 종교 단체들은 유럽인들로부터 독립할 수 있는 토착 교회 기관을 개발하기 위한 의식적인 "토착 교회" 정책을 가지고 있었다. 크라우더는 영국 성직자에 의해 주교직을 계승했다. 장기적으로, 수많은 나이지리아인들이 기독교를 받아들이는 것은 다양한 교파들이 현지 조건에 적응하는 것에 달려 있었다. 그들은 선교를 위해 점점 더 높은 비율의 아프리카 성직자들을 선발했다.
대체로, 유럽 선교사들은 교육, 건강 및 복지 조치를 증진하는 측면에서 식민지 통치의 가치를 가정했으며, 이로써 식민지 정책을 효과적으로 강화했다. 일부 아프리카 기독교 공동체는 자체적인 독립 교회를 형성했다.
선교사들은 1800년대 내내 권력을 얻었다. 그들은 인신 제사, 영아 살해, 비밀 결사 등 이전에 정치적 권위와 공동체 생활에서 역할을 했던 종교 기관들을 침식하면서 전통 사회에 큰 변화를 가져왔다.

### 상업
정당한 무역의 주요 상품은 팜유와 팜핵유였으며, 이는 석유 제품이 해당 목적으로 개발되기 전에 유럽에서 비누를 만들고 기계의 윤활제로 사용되었다. 이 무역이 상당한 규모로 성장했음에도 불구하고(팜유 수출만으로 1840년에는 연간 100만 파운드의 가치에 달했다), 이는 야자수가 풍부하게 자라는 해안 근처에 집중되었다. 그러나 점차 이 무역은 내륙에서 주요 경제 및 사회적 변화를 강요했지만, 노예 제도와 노예 무역을 거의 훼손하지는 않았다. 지역 사회에서 노예 제도의 발생률은 증가했다.
처음에는 대부분의 팜유 (이후 팜핵)는 응와, Nri 왕국, 아우카 및 기타 이보족 사람들이 밀집된 지역 위에 야자수 숲을 형성했던 이보랜드에서 왔다. 팜유는 요리에 사용되었고, 팜핵은 식량 공급원이었으며, 야자수는 팜 와인을 얻기 위해, 야자 잎은 건축 재료로 사용되었다. 많은 이보족 가족들에게는 나이저강 삼각주로 이어지는 강과 개울로 기름을 운반하여 유럽 상인들에게 판매하는 것이 비교적 간단한 조정이었다. 특히 1830년 이후 수출의 급격한 증가는 노예 수출이 붕괴된 바로 그 시점에 발생했다. 이보족은 노예들을 국내 경제로 재배치했으며, 특히 팜나무 지대 전역에서 판매할 마와 같은 주요 식량 작물을 북부 이보랜드에서 재배하도록 했다. 이전처럼 아로 상인들은 내륙 무역을 지배했으며, 여기에는 해안으로의 팜 제품과 이보랜드 내에서의 노예 판매가 포함되었다.
1815년부터 1840년까지 팜유 수출은 연간 800톤에서 20,000톤으로 25배 증가했다. 영국 상인들은 팜유 무역을 주도했고, 포르투갈 상인들은 노예 무역을 계속했다. 이 기름의 대부분은 대영 제국의 다른 곳에서 판매되었다. 이 모든 기름을 생산하기 위해 남부 지역의 경제는 대부분의 자급자족 경제에서 현금작물로서 팜유 생산으로 전환되었다.
한때 노예 수출로 유명했던 나이저강 삼각주와 칼라바르는 팜유 수출로 유명해졌다. 삼각주의 강들은 "오일 리버"라고 불렸다. 각 도시의 기본 경제 단위는 "하우스"였는데, 이는 직원들에 대한 충성심을 유발하는 가족 운영 사업체였다. "하우스"는 상인의 확대 가족을 포함했으며, 여기에는 부양 가족과 노예도 포함되었다. 그 수장으로서 마스터 상인은 자신의 "하우스" 회원인 다른 상인들에게 세금을 부과했고, 항구 방어를 위해 수 톤의 화물과 수십 명의 승무원을 수용할 수 있는 큰 통나무 카누인 전함을 유지했다. 상인이 전함을 유지할 만큼 성공하게 되면, 그는 자신의 "하우스"를 형성해야 했다. 이러한 "하우스" 간의 경제적 경쟁은 매우 치열하여 무역이 종종 대형 카누 승무원 간의 무장 전투로 비화되기도 했다.
유럽인들에게 기후와 열대성 질병의 위험과 그들의 이익에 부응하는 본토의 중앙 권위 부재로 인해, 유럽 상인들은 항구 밖이나 삼각주에 배를 정박시키고 배를 무역소 및 창고로 사용했다. 시간이 지나면서, 그들은 해안에 보관소를 건설했으며, 결국 나이저강을 거슬러 올라가 내륙에 기지를 설립했다. 일례로 오니차가 있는데, 그곳에서 그들은 현지 공급업자들과 직접 흥정하고 이익을 낼 수 있는 제품을 구매할 수 있었다.
일부 유럽 상인들은 노예 무역이 너무 위험해진 후에야 합법적인 사업으로 전환했다. 상인들은 자신들의 지위 위험으로 고통받았고, 예측 불가능하다고 여겼던 해안 통치자들의 손에 달려 있다고 믿었다. 따라서 무역량이 증가함에 따라 상인들은 영국 정부에 해당 지역을 담당할 영사를 임명해달라고 요청했다. 그 결과, 1849년에 존 비크로프트는 다호메이에서 카메룬까지 뻗어 있는 관할권인 베냉만과 비아프라만의 영사로 임명되었다. 비크로프트는 페르난도 포에 주재하는 영국 대표였으며, 그곳에는 영국 왕립 해군의 아프리카 노예 무역 순찰대가 주둔하고 있었다.
1850년, 영국은 보니에 비크로프트가 감독하는 "형평 법원"을 설립하여 무역 분쟁을 처리했다. 1856년에는 칼라바르에 또 다른 법원이 설립되었는데, 이는 현지 에피크족 상인들과의 합의에 기반하여 영국 상인들의 간섭을 금지했다. 이 법원들은 영국인 대다수로 구성되었으며 비아프라만에서 영국의 추정적 주권이 새로운 수준으로 확대되었음을 나타냈다.
서아프리카는 또한 영국의 수출품을 구매했으며, 1750년부터 1790년까지의 산업 혁명 기간 동안 영국 면화 수요의 30~40%를 공급했다.

### 탐험
동시에 영국 과학자들은 니제르강의 물길과 그 주변 정착지 탐사에 관심을 가졌다. 삼각주는 큰 강의 어귀를 가리고 있었고, 수세기 동안 나이지리아인들은 유럽인들에게 내륙의 비밀을 알려주지 않았다. 1794년, 영국의 아프리카 협회는 용감한 스코틀랜드 의사이자 박물학자인 멍고 파크에게 니제르강의 발원지를 찾아 강을 따라 내려가도록 위임했다. 파크는 다음 해 감비아강에서 내륙으로 여행하여 니제르강 상류에 도달했다. 그는 니제르강의 동쪽 흐름에 대해 보고했지만, 장비를 무슬림 아랍 노예 상인들에게 잃어버려 되돌아갈 수밖에 없었다. 1805년, 그는 영국 정부의 후원을 받아 니제르강을 따라 바다까지 탐사하는 두 번째 원정에 나섰다. 그의 임무는 실패했지만, 파크와 그의 일행은 소코토 칼리파국의 서부 지역을 통과하며 1,500km 이상을 여행한 후, 부사 근처의 급류에서 배가 뒤집히면서 익사했다.
스코틀랜드 탐험가 휴 클래퍼턴은 소코토 칼리파국으로의 다음 탐험에서 니제르강의 하구와 바다로 이어지는 지점을 알게 되었지만, 말라리아, 우울증, 이질에 시달리다 사망하기 전에 이를 확인하지 못했다. 그의 하인 리처드 랜더와 랜더의 형제 존이 니제르강이 바다로 흘러든다는 것을 증명했다. 랜더 형제는 내륙의 노예 상인들에게 붙잡혀 강을 따라 대기 중이던 유럽 배에 팔렸다.
니제르강을 통한 내륙과의 무역을 개방하려는 영국의 초기 시도는 기후와 말라리아와 같은 질병을 극복하지 못했다. 1842년 강변 탐험과 관련된 인원의 3분의 1이 사망했다. 1850년대에 퀴닌이 말라리아를 퇴치하는 데 효과가 있다는 것이 발견되었고, 이 약의 도움으로 리버풀 상인 맥그리거 레어드가 강을 개방했다. 레어드의 노력은 보르노와 소코토 칼리파국 대부분을 여행하며 지역의 지리, 경제, 주민에 대한 정보를 기록한 선구적인 독일 탐험가 하인리히 바르트의 상세한 보고서에 의해 자극받았다.

## 첫 식민지 주장

### 라고스 식민지

라고스 식민지 기 (1886–1906)

영국 총리 파머스턴 경은 노예 제도를 싫어했고, 1851년에 그는 원주민 정치의 분열, 기독교 선교사들의 존재, 그리고 영국 영사 존 비크로프트의 움직임을 이용하여 정권 전복을 장려했다. 1851년, 폐위된 라고스 왕 아키토예는 자신을 왕위에 복권시키는 데 영국의 도움을 구했다. 비크로프트는 노예 무역 폐지와 영국 상인의 상품 독점을 조건으로 동의했다. 영국 왕립 해군은 1851년 11월 라고스를 폭격하여 노예 제도를 지지하는 오바 코소코를 축출하고, 새로 즉위한 오바 아키토예와 조약을 체결했는데, 그는 영국 이익에 더 순응할 것으로 예상되었다. 라고스는 1861년 라고스 양도 조약을 통해 왕령 식민지로 합병되었다.
19세기 말, 영국의 확장은 가속화되었다. 라고스 식민지의 초기 역사는 요루바 전쟁을 종식시키려는 반복적인 시도였다. 다호메이와 일로린 토후국으로 대표되는 소코토 칼리파국으로부터 분열된 요루바 국가들에 대한 위협에 직면하여, 영국 총독은 CMS의 도움을 받아 내륙에 평화 협정을 부과하는 데 성공했다.
식민지 라고스는 번화하고 국제적인 항구였다. 그 건축 양식은 빅토리아 양식과 브라질 양식을 모두 띠고 있었는데, 많은 흑인 엘리트들이 시에라리온 출신의 영어 사용자들과 브라질 제국 및 스페인령 쿠바에서 송환된 해방 노예들이었기 때문이었다. 그 주민들은 공직에 종사했으며 사업에도 적극적이었다. 아프리카인들은 주로 임명직 의원으로 구성된 라고스 입법회에도 대표되었다. 식민지는 궁극적으로 런던의 식민지부가 통치했다.
식민지 행정관 존 글러버 대위는 1861년에 하우사 병력으로 민병대를 창설했다. 이는 라고스 헌병대가 되었고, 이후 나이지리아 경찰대가 되었다.
1880년, 영국 정부와 상인들은 마리아 테레지아 달러를 평가절하하여, 현지 소유자들의 상당한 불만에도 불구하고 파운드 스털링을 선호했다. 1891년, 아프리카 은행 법인(African Banking Corporation)은 라고스에 영국 서아프리카 은행을 설립했다.

### 오일 리버 보호령

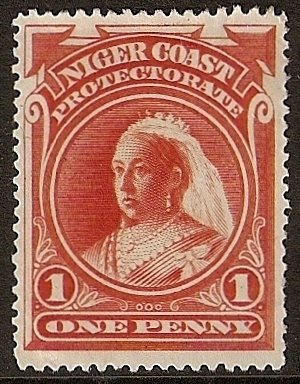
1894년 니제르 해안 보호령 우표에 있는 빅토리아 여왕

1884년 베를린 회담 이후, 영국은 니제르강 삼각주를 포함하고 동쪽으로 칼라바르까지 확장되는 오일 리버 보호령의 형성을 발표했으며, 칼라바르로 영국 총영사관이 페르난도 포에서 이전되었다. 이 보호령은 니제르강을 따라 내려오는 무역을 통제하고 발전시키기 위해 조직되었다. 부영사들은 이미 외무부와 협력 조약을 체결한 항구에 배정되었다. 지역 통치자들은 계속해서 영토를 관리했지만, 영사 당국은 이전에 외국 상인 공동체가 설립한 형평 법원에 대한 관할권을 가졌다. 헌병대가 조직되어 해안 지역을 평화롭게 하는 데 사용되었다.
1894년에 이 영토는 니제르 해안 보호령으로 재지정되었고, 칼라바르에서 라고스 식민지 및 보호령, 내륙 지역, 그리고 북쪽으로 니제르강을 따라 로코자까지 확장되었다. 로코자는 왕립 니제르 회사의 본부였다. 보호령으로서 식민지의 지위를 갖지 않았기 때문에, 그 관리들은 식민지부가 아닌 외무부에 의해 임명되었다.
1891년, 영사관은 니제르 해안 보호령군 또는 "오일 리버 비정규군"을 창설했다.

## 왕립 니제르 회사

왕립 니제르 회사 기 (1888–1899)

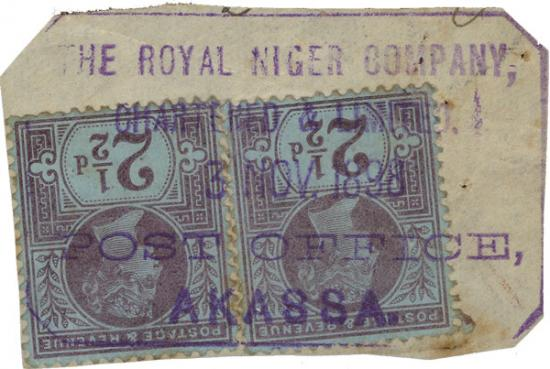
1898년 아카사에서 왕립 니제르 회사가 사용한 영국 우표

상품의 합법적인 무역은 수많은 영국 상인들을 니제르강으로 끌어들였고, 한때 노예 무역에 종사했지만 이제 상품 품목을 바꾼 일부 사람들도 끌어들였다. 이후 삼각주 도시와 라고스에 창고를 연 대기업들은 삼각주 도시 자체만큼이나 무자비하게 경쟁적이었고, 잠재적인 공급업자들에게 계약에 동의하고 요구를 충족시키도록 강요하기 위해 종종 무력을 사용했다. 어느 정도, 이들 회사 간의 경쟁은 현지 상인들에 대한 그들의 집단적 위치를 약화시켰다.
따라서 1870년대에 조지 타우만 골디는 회사들을 합병하여 연합 아프리카 회사(United African Company)를 설립했으며, 곧 국립 아프리카 회사(National African Company)로 이름이 바뀌었다. 궁극적으로 이 회사는 왕립 니제르 회사가 되었다.
왕립 니제르 회사는 내륙 깊숙한 로코자에 본사를 설립했는데, 로코자는 회사의 주요 무역 항구였다. 그곳에서 회사는 지점을 유지하는 니제르강과 베누에강을 따라 지역 행정 책임을 맡기 시작했다. 회사는 곧 강을 따라 무역에서 사실상의 독점을 얻었다.
회사는 니제르강과 베누에강을 따라 있는 영토에 개입했으며, 영국이 이끄는 현지 헌병대가 노예 습격을 저지하거나 무역로를 보호하려 할 때 심각한 분쟁에 휘말리기도 했다. 회사는 소코토, 그완두, 누페와 조약을 협상했는데, 이는 연간 조공을 지불하는 대가로 무역에 대한 독점적 접근을 보장하는 것으로 해석되었다. 소코토 칼리파국의 관리들은 이 조약들을 상당히 다르게 보았다. 그들의 관점에서 영국은 독일과 프랑스와의 유사한 협정을 막지 못하는 역외 권한만을 부여받았으며, 주권을 포기하지는 않았다.
회사는 인가를 받기도 전에 현지 지도자들과 조약을 체결하여 광범위한 주권을 부여받았다. 1885년의 한 조약은 다음과 같다.
우리 서명한 왕과 추장들은 […] 우리 나라와 국민의 상태를 개선하기 위해 오늘날 우리 영토 전체를 내셔널 아프리카 회사 (유한)와 그 상속인, 양수인에게 영구히 양도한다 […] 또한 우리는 내셔널 아프리카 회사 (유한)에게 어떤 원인에서든 발생하는 모든 원주민 분쟁을 해결할 수 있는 완전한 권한을 부여하며, 우리는 내셔널 아프리카 회사 (유한)의 승인 없이 다른 부족들과 전쟁을 시작하지 않을 것을 약속한다.
우리는 또한 내셔널 아프리카 회사 (유한)가 우리 영토의 어느 부분에서든 광업, 농업, 건설을 할 수 있는 완전한 권한을 가지고 있음을 이해한다. 우리는 내셔널 아프리카 회사 (유한)를 통해서만 다른 이방인이나 외국인과 교류하지 않을 것을 약속하며, 내셔널 아프리카 회사 (유한)에게 자의에 따라 그들의 영토에서 모든 다른 이방인과 외국인을 배제할 수 있는 완전한 권한을 부여한다.
이러한 전제 조건에 따라, 내셔널 아프리카 회사 (유한)는 질서와 선량한 통치를 유지하는 범위 내에서 국가의 토착 법률이나 관습에 개입하지 않을 것을 약속한다 … [그리고] 그들이 필요로 할 수 있는 토지의 소유자에게 합당한 금액을 지불하기로 동의한다.

내셔널 아프리카 회사 (유한)는 상기 왕과 추장들을 주변 부족의 공격으로부터 보호할 것을 약속한다 (Ibid.).
회사는 자신을 해당 지역의 유일한 합법적인 정부로 간주했으며, 행정, 입법, 사법권 모두 런던의 회사 이사회에서 만든 평의회의 지배를 받았다. 평의회는 총재가 이끌었다. 부총재는 회사 영토의 정치 행정관으로 일했으며, 나이지리아에 세 명의 관리(총대리인, 수석 사법관, 헌병대 사령관)를 임명하여 행정 업무를 수행하게 했다. 그러나 회사는 현지 왕들이 통치 및 무역의 파트너로 활동할 수 있음을 받아들였다. 따라서 현지 지역에서 외교, 무역 및 정보 업무를 수행할 수 있는 원주민 중개인들을 고용했다.
회사는 아프리카에서 유럽 기업들 사이에서 흔히 그랬듯이, 현지 노동자들에게 물물교환 방식으로 임금을 지불했다. 세기 전환기에는 한 달 노동의 최고 임금이 소금 네 포대(회사 소매가 3실링 9펜스)였다. 무역은 또한 물물교환과 신용 메커니즘을 통해 이루어졌다. 아프리카 중간상인들에게 신용으로 물품이 제공되었고, 이들은 이를 미리 정해진 가격에 거래하고 수익금을 회사에 전달해야 했다. 회사의 주요 수입품으로는 진과 저품질의 총기가 있었다.
1880년대에 이르러 국립 아프리카 회사(National African Company)는 1882년에서 1893년 사이에 지점 수를 19개에서 39개로 늘리며 지배적인 상업 세력이 되었다. 1886년 타우브만은 칙허장을 확보하고 그의 회사는 왕립 니제르 회사로 바뀌었다. 이 칙허는 회사에 관세 징수와 현지 지도자들과 조약 체결 권한을 부여했다.
골디의 지휘 아래, 왕립 니제르 회사는 프랑스와 독일이 이 지역에 접근하지 못하게 하는 데 중요한 역할을 했다. 결과적으로 그는 역사가들이 부여한 "나이지리아의 아버지"라는 칭호를 받을 만하다. 그는 확실히 영국 주장의 기초를 다졌다.
왕립 니제르 회사는 자체 무장 병력을 보유하고 있었다. 여기에는 비협조적인 마을에 대한 보복 공격에 사용된 하천 함대도 포함되었다.
영국의 제국주의적 태도는 세기 말에 더욱 공격적이 되었다. 1895년 조지프 체임벌린이 식민지 장관으로 임명된 것은 특히 대영 제국의 새로운 영토적 야심으로의 전환을 의미했다. 경제적으로, 현지 식민지 행정관들도 영국 파운드로 이루어지는 무역과 세금이 불규칙한 관세 수익만을 가져오는 물물교환보다 훨씬 더 수익성이 높을 것이라고 믿으며 영국 식민지 통치 부과를 추진했다.

## 군사 정복
영국은 영향력을 확대하고 상업적 기회를 확장하기 위해 일련의 군사 작전을 이끌었다. 전투의 대부분은 다른 집단과 싸우기 위해 징집된 하우사족 군인들이 수행했다. 영국의 우월한 무기, 전술, 정치적 통합은 그들의 결정적인 최종 승리의 이유로 흔히 언급된다.
1892년, 영국군은 선교사와 외국 상인에 저항했던 이예부 왕국과 싸우기 위해 나섰다. 이 작전의 법적 정당성은 1886년에 체결된 조약으로, 영국이 평화 중재자로 개입하여 에키티 파라포 전쟁을 종식시켰을 때 자유 무역 요구 사항을 부과하고 모든 당사자가 영국 채널을 통해 외교를 계속하도록 의무화했다. 이예부족은 일부 무기를 가지고 있었지만, 가장 초기 기관총인 영국 맥심에 의해 전멸되었다. 이 승리로 영국은 16년간의 내전으로 약화되었던 요루바랜드의 나머지 지역을 정복했다. 1893년까지 요루바랜드의 다른 정치적 실체들은 영국과 또 다른 조약을 체결하는 실질적인 필요성을 인식했으며, 이 조약은 그들을 라고스 보호령과 명시적으로 연결시켰다.

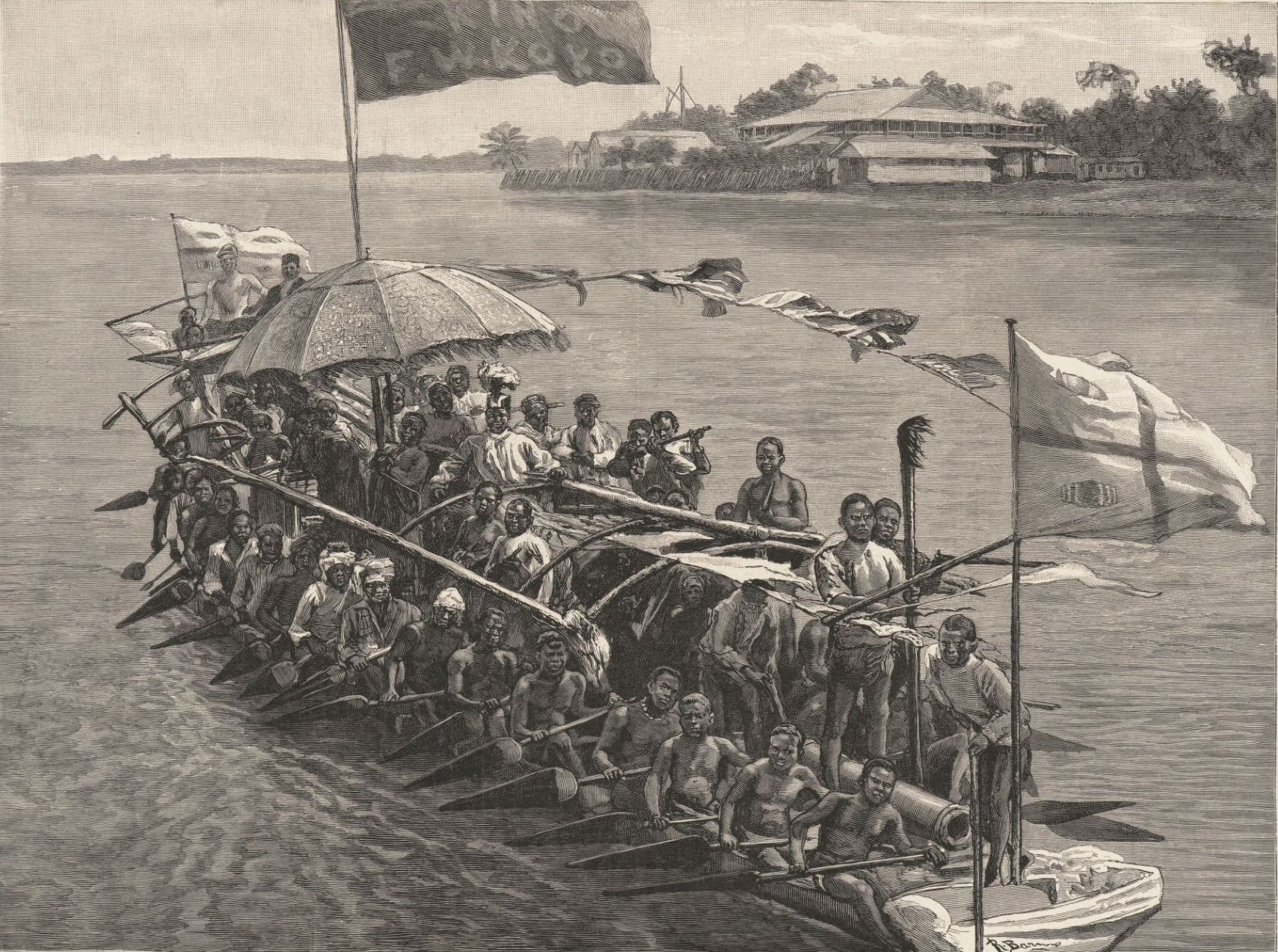
1895년 3월 30일자 런던 데일리 그래픽에 실린 코코 왕의 전함 그림. 왕립 니제르 회사의 전 적대자였던 프레더릭 윌리엄 코코 왕을 묘사.

1896년–1897년, 니제르 해안 보호령군이 에도 제국의 잔존 세력과 싸웠다. 총영사 제임스 R. 필립스의 실패한 침입이 패배한 후, 더 큰 보복군이 베닌시티를 점령하고 베닌의 오바인 오본람웬을 추방했다.
영국은 중앙 정치 조직이 없었던 이보랜드를 정복하는 데 어려움을 겪었다. 이보족을 아로 연맹으로부터 해방시킨다는 명분으로, 영국은 1901년–1902년의 영국-아로 전쟁을 시작했다. 집과 작물을 불태워 마을을 정복했음에도 불구하고, 이보족에 대한 지속적인 정치적 통제는 어려웠다. 영국군은 영국 우월성을 지역 주민들에게 납득시키기 위해 매년 평화화 임무를 시작했다.
소코토 칼리파국에 대한 작전은 1900년 루가드 총독의 지휘 아래 북나이지리아 보호령이 설립되면서 시작되었다. 영국은 1903년에 카노를 점령했다. 1906년까지 치명적인 전투가 산발적으로 벌어졌다. 루가드는 이러한 원정들을 식민지부에 늦게 설명했으며, 식민지부는 1902년 12월 신문에서 카노 공격 준비에 대해 알게 된 것으로 보인다. 통제 불능이거나 약해 보이는 것을 원치 않았던 식민지부는 1903년 1월 19일 (원정 시작 이틀 후)에 원정을 승인했다. 일반적으로 식민지부는 루가드의 원정들을 보복적인 것으로 간주했기 때문에 계속하도록 허용했으며, 올리비에가 1906년에 언급했듯이, "만약 [나이지리아에] 우리를 원치 않는 수백만 명의 사람들이 우리 사람들이 처벌받지 않고 죽을 수 있다는 생각을 한번이라도 하게 된다면, 그들은 그것을 시도하는 데 주저하지 않을 것이다."
루가드는 정복된 소코토의 지도자들에게 알렸다.
풀라니족은 옛날에 […] 이 나라를 정복했다. 그들은 이 나라를 통치하고, 세금을 징수하고, 왕을 폐위하고, 왕을 세울 권리를 가졌다. 그들은 차례로 패배를 통해 통치권을 잃었고, 그 통치권은 영국인의 손에 넘어왔다. 내가 말한 이 모든 것, 즉 풀라니족이 정복을 통해 할 권리를 가졌던 이 모든 것은 이제 영국인에게 넘어간다. 이 나라 전체의 모든 술탄과 에미르, 그리고 주요 국무 관리들은 고등 판무관에 의해 임명될 것이다. 고등 판무관은 모든 일반적인 승계법과 백성 및 추장의 소망에 따라 행동할 것이지만, 정당한 이유가 있다면 이를 무시할 수도 있다. 임명된 에미르와 추장들은 옛날처럼 백성을 통치하고 고등 판무관이 승인하는 세금을 징수할 것이지만, 총독의 법률을 준수하고 거주자의 조언에 따라 행동할 것이다.

## 왕실 통치 하의 정치 행정

### 왕실 통치로의 전환
왕실 통치—영국 정부에 의한 직접 통제—로의 전환을 위한 구체적인 계획은 1897년에 시작된 것으로 보인다. 같은 해 5월, 허버트 J. 리드는 서아프리카에 대한 비망록을 발표하며 라고스 식민지, 니제르 해안 보호령, 왕립 니제르 회사 사이의 "불편하고 비과학적인 경계"에 대해 언급했다. 리드는 이들을 합병하고 나이지리아의 천연자원을 더 잘 활용할 것을 제안했다. 같은 해 영국은 대령 프레더릭 루가드의 지휘 아래 왕립 서아프리카 국경군 (RWAFF 또는 WAFF)을 창설했다. 1년 만에 루가드는 하우사족과 요루바족을 절반씩 섞어 2600명의 병력을 모집했다. RWAFF의 장교들은 영국인이었다. 이 부대의 작전은 영국 정부가 명령한 엄격한 비밀 유지 정책으로 인해 아직 완전히 알려지지 않았다.
나이지리아 식민지 운영 지침은 1898년 셀본 백작이 의장을 맡은 니제르 위원회에서 1898년에 수립되었다. 영국은 영국-프랑스 협약 1898년으로 나이지리아와 프랑스령 서아프리카 간의 국경을 확정했다.
왕립 니제르 회사의 영토는 북나이지리아 보호령이 되었고, 회사 자체는 나이지리아에서 계속 사업을 하는 민간 기업이 되었다. 회사는 헌장 상실에 대한 보상으로 865,000파운드를 받았다. 회사는 계속해서 특별한 특권을 누렸고, 무역에 대한 사실상의 독점을 유지했다. 1900년부터 1906년까지 루가드의 지휘 하에 보호령은 군사적 정복을 통해 해당 지역에 대한 정치적 통제를 강화하고, 물물교환 대신 영국 통화를 사용하기 시작했다.

### 식민지 행정
1900년, 영국 정부는 남부 및 북부 보호령을 통제하게 되었고, 이들은 모두 궁극적으로 화이트홀에 있는 식민지부의 통치를 받았다. 이 부서의 직원은 주로 영국 상류 중산층—즉, 대학교육을 받은 남성, 주로 귀족이 아닌, 존경받는 직업을 가진 아버지의 자녀—로 구성되었다. 나이지리아 부서의 첫 다섯 명의 장 (1898–1914)은 레지널드 앤트로버스, 윌리엄 머서, 윌리엄 베일리 해밀턴, 시드니 올리비에, 찰스 스트래치였다. 올리비에는 페이비언 협회 회원이었고 조지 버나드 쇼의 친구였다.

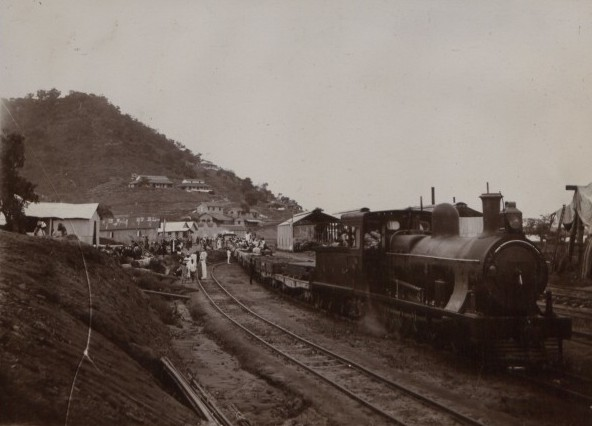
나이지리아의 기관차를 담은 영국 국립기록원 사진 (날짜 미상)

식민지부 아래에는 총독이 있었는데, 그는 식민지 행정을 관리하고 비상 통치권을 가졌다. 식민지부는 그의 정책을 거부하거나 수정할 수 있었다. 1914년까지 북나이지리아, 남나이지리아 및 라고스를 통치했던 7명은 헨리 매컬럼, 윌리엄 맥그리거, 월터 에거튼, 랄프 무어, 퍼시 기루아르, 헤스케스 벨 및 프레더릭 루가드였다. 이들 대부분은 군사 출신이었다. 모두 기사 작위를 받았다.
1907년 11월 29일 식민지부에 보낸 전보에 상세히 설명된 월터 에거튼의 1908년 육대 의제는 영국 우선순위를 대표한다.

1. 국가를 평화롭게 한다;
2. 새로 확보한 지역에 안정된 정부를 수립한다;
3. 전국적으로 원주민 보행로를 개선하고 확장한다;
4. 인구 밀집 지역에 적절히 등급이 매겨진 도로를 건설한다;
5. 국내의 수많은 강을 정비하여 발사 및 카누 교통에 적합하게 만든다;
6. 철도를 확장한다.

에거튼은 또한 라고스 항구 개선과 지역 전신망 확장을 감독했다.
1895년부터 1900년까지 라고스에서 이바단까지 철도가 건설되었고, 1901년 3월에 개통되었다. 이 노선은 1905년부터 1907년까지 100km 떨어진 오쇼그보까지, 1908년부터 1911년까지 중게루와 민나까지 연장되었다. 마지막 구간에서는 1907년부터 1911년까지 바로에서 민나를 거쳐 카노까지 건설된 또 다른 노선과 연결되었다.
이러한 공공 사업 프로젝트 중 일부는 "정치 노동"이라고 불리는 현지 흑인 아프리카인들의 강제 노동으로 이루어졌다. 촌장은 징집병 한 명당 10실링을 받았고, 병력을 공급하지 못하면 50파운드의 벌금을 물었다. 개인은 불응 시 벌금을 물거나 투옥될 수 있었다.

### 프레더릭 루가드
1900년 북나이지리아 보호령의 고등 판무관으로 임명되어 첫 임기 동안 1906년까지 재직한 프레더릭 루가드는 영국인들에게 모범적인 식민지 행정관으로 자주 간주되었다. 그는 군 장교로 훈련을 받았으며, 인도, 이집트, 동아프리카에서 근무하면서 니아살랜드에서 아랍 노예 상인들을 추방하고 우간다에 영국 주둔을 확립했다. 1894년 왕립 니제르 회사에 합류한 루가드는 프랑스의 침범에 맞서 보르구로 파견되었고, 1897년에는 현지 징병으로 영국 장교 휘하에서 복무할 왕립 서아프리카 국경군 (RWAFF)을 양성하는 책임을 맡았다.
고등 판무관으로서 6년간의 재임 기간 동안, 프레더릭 루가드 경 (1901년에 작위를 받음)은 왕립 니제르 회사로부터 물려받은 상업적 영향력 영역을 효과적인 영국 정치 통제 하의 실현 가능한 영토 단위로 전환하는 데 몰두했다. 그의 목표는 전 지역을 정복하고 원주민 통치자, 특히 소코토 칼리파국의 풀라족 아미르들에게 영국 보호령의 인정을 받는 것이었다. 루가드의 작전은 외교적 수단이 실패할 경우 무력을 사용하여 지역 저항을 체계적으로 진압했다. 보르노는 싸움 없이 항복했지만, 1903년 루가드의 RWAFF는 카노와 소코토를 공격했다. 루가드의 관점에서, 명확한 군사적 승리는 필수적이었다. 패배한 민족들의 항복이 다른 곳의 저항을 약화시켰기 때문이었다.
북나이지리아에서 루가드의 성공은 그의 간접통치 정책 때문으로 돌려진다. 즉, 그는 영국에 의해 패배한 통치자들을 통해 보호령을 통치했다. 아미르들이 영국의 권위를 받아들이고 노예 무역을 포기하며 행정을 현대화하는 데 영국 관리들과 협력한다면, 식민지 강대국은 그들의 직위를 유지시켜 줄 의향이 있었다. 아미르들은 칼리파국의 칭호를 유지했지만, 최종 권한을 가진 영국 지방 관리들에게 책임이 있었다. 영국 고등 판무관은 필요한 경우 아미르와 다른 관리들을 해임할 수 있었다.

### 통합

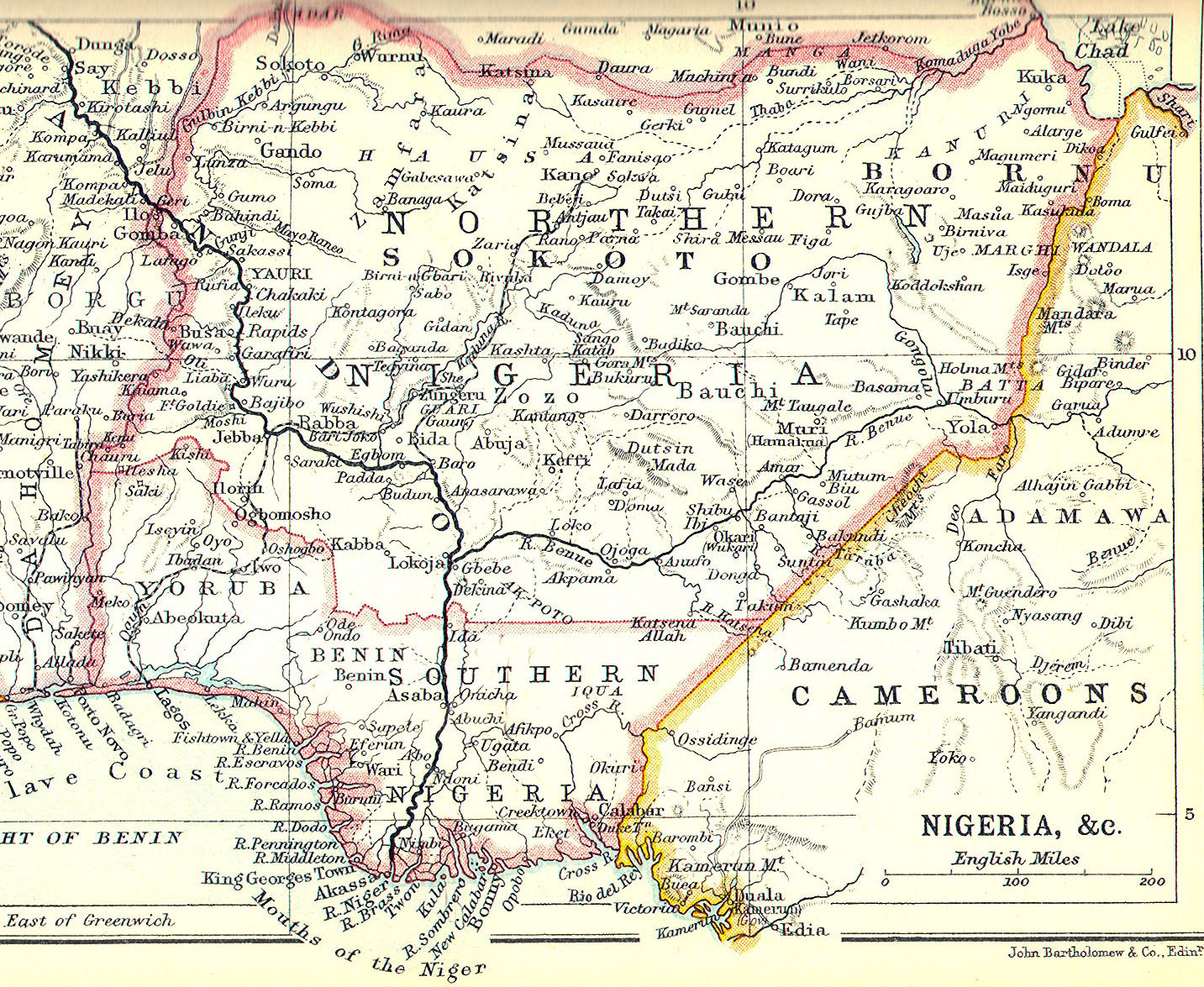
1914년경 남부 및 북부 나이지리아 지도

나이지리아의 통합은 통치 초기부터 구상되었으며, 1898년 니제르 위원회 보고서에 명확히 나타나 있다. 세 관할 구역을 통합하면 행정 비용을 줄이고 지역 간 자원과 자금 배치를 용이하게 할 수 있었다 (특히, 수익성이 낮은 북부 관할 구역에 대한 직접 보조금이 가능해졌다). 식민지부의 앤트로버스, 피데스, 스트래치와 루가드는 통합을 추진했다.
니제르 위원회가 권고한 순서에 따라, 식민지부는 1906년 5월 1일 라고스 식민지와 남나이지리아 보호령을 합병하여, 다호메이와 카메룬 사이의 해안선을 가로지르는 더 큰 보호령 (여전히 남나이지리아 보호령이라 불림)을 형성했다.
루가드는 전체 영토의 통일을 끊임없이 주장했고, 1911년 8월 식민지부는 루가드에게 통합 식민지를 이끌어달라고 요청했다.
1912년, 루가드는 홍콩 총독으로 6년간 재직한 후 나이지리아로 돌아와 북부와 남부 보호령의 통합을 감독했다. 1913년 5월 9일, 루가드는 식민지부에 공식 제안서를 제출했는데, 북부와 남부 지방이 "강력한 권위주의적" 총독의 통제 하에 별도의 행정부를 갖게 될 것이라는 내용이었다. 식민지부는 루가드의 계획 대부분을 승인했지만, 그가 승인 없이 법률을 통과시킬 권한을 부여하는 것은 거부했다. 존 앤더슨은 외교적으로 다음과 같이 제안했다.
만약 공식적으로 초안을 제출해야 하는 것이 프레더릭 루가드 경에게 불쾌한 일이라면, 저는 해당 조항을 삭제하고 대신 제정 전 초안 공개 기간을 1개월에서 2개월로 연장할 용의가 있다. 공보를 주시하면 우리가 입법 제안에 대해 가질 수 있는 어떤 이의도 그에게 경고할 수 있고, 리버풀과 맨체스터에도 이의를 제기할 기회를 줄 것이다.
통일 작업은 제1차 세계 대전 직전에 이루어졌다. 1914년 1월부터 새로 통합된 식민지와 보호령은 나이지리아 총독이라는 칭호를 가진 부총독이 통치했다. 민병대와 RWAFF 대대는 RWAFF 나이지리아 연대로 재편성되었다.
나이지리아에 대한 루가드의 정부 모델은 독특했고 미래 발전에 대한 계획은 거의 없었다. 식민지 관료 A. J. 하딩은 1913년에 다음과 같이 논평했다.
프레더릭 루가드 경의 제안은 분류하기 불가능한 국가를 구상한다. 이는 지방 정부 지역을 가진 단일 국가가 아니라 하나의 중앙 집행부와 하나의 입법부를 가진 국가이다. 연방 집행부, 입법부, 재정을 가진 연방 국가가 아니다. 리워즈처럼 말이다. 이는 윈드워즈처럼 동일한 총독 하에 분리된 식민지들의 인적 통합이 아니며, 국가 연합도 아니다. 채택된다면, 그의 제안은 영구적인 해결책이 될 수 없을 것이며, 프레더릭 루가드 경은 이를 일시적인 것으로 간주하고 있는 것으로 파악한다. 어쨌든 일부는 그러하다. 모든 부분의 집행 및 입법 기관을 사실상 한 사람이 통제하면, 과도기를 넘어설 만큼 충분한 시간 동안 기계가 그럭저럭 작동할 수 있을 것이고, 그때쯤에는 단일 국가 대 연방 국가라는 문제에 대한 답이 아마도 명확해질 것이다.
식민지부는 총독이 풀타임으로 국내에 머물 필요가 없을 것이라는 루가드의 제안을 받아들였다. 결과적으로 총독인 루가드는 한 해 중 4개월을 런던에서 보냈다. 이 계획은 관련 당사자들에게 불인기와 혼란을 야기했고 점차 폐지되었다.

### 간접통치

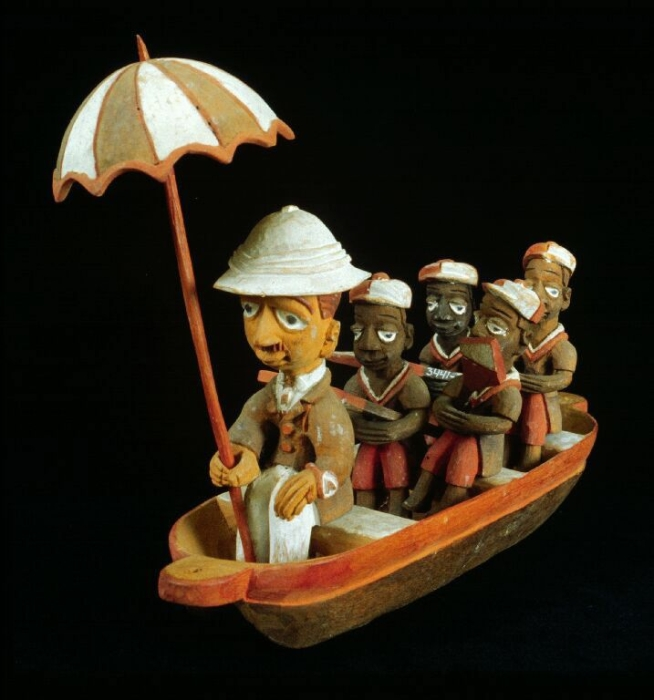
식민지 시대의 영국 지방관을 묘사한 요루바 조각상

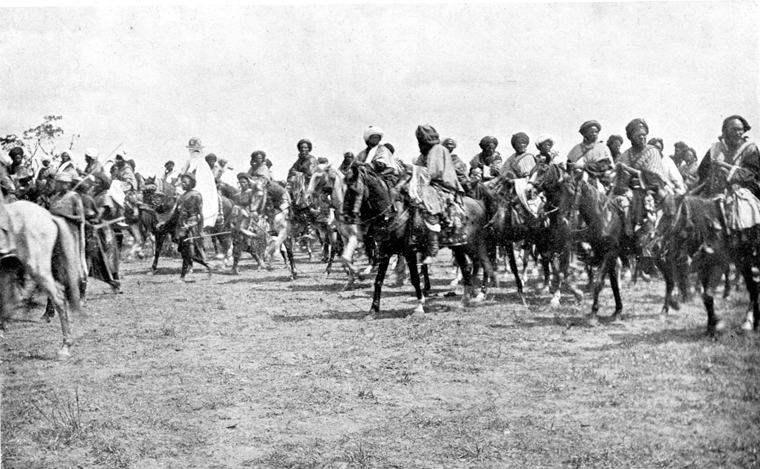
1911년 촬영된 카노의 아미르와 기병대

보호령은 식민지 공무원에 의해 중앙에서 관리되었는데, 이들은 영국인과 영국 원주민 직원이라 불리는 아프리카인으로 구성되었으며, 그들 중 많은 이들이 영토 외부 출신이었다. 공무원의 정치부 아래에는 각 지역의 운영을 감독하는 책임이 있는 상주관과 지방관이 있었다. 상주관은 또한 지역 수도에 있는 지방 법원을 감독했다.
각 지역에는 또한 현지인이 직원을 구성하고 Native Treasury를 소유한 Native Administration이 있었다. Native Administration은 전통적인 통치자—북부에서는 대부분의 아미르, 남부에서는 종종 오바—와 그들의 지방 수장들이 이끌었으며, 이들은 더 많은 수의 촌장들을 감독했다. Native Administration은 경찰, 병원, 공공 사업 및 지방 법원을 담당했다. 식민지 공무원은 왕립 니제르 회사가 그랬던 것처럼 중개인들을 사용하여 외교, 선전 및 첩보를 포함한 확장된 역할을 수행했다.
모든 세금의 절반은 식민지 정부로, 절반은 원주민 재무부로 갔다. 재무부는 직원의 급여 및 공공 사업 프로젝트 개발을 위한 계획된 예산을 사용했으므로, 지역 전통 통치자의 재량으로 지출될 수 없었다. 허버트 리치먼드 팔머는 루가드 이후 북부 나이지리아 원주민 수입 위원회에서 1906년부터 1911년까지 이 모델의 세부 사항을 개발했다.
1916년 루가드는 나이지리아 의회라는 협의체를 구성하여, 소코토 술탄과 카노 아미르, 베닌의 오바를 포함한 6명의 전통 통치자들을 한자리에 모아 식민지 전체를 대표하도록 했다. 이 의회는 총독에게 조언을 줄 수 있는 의견을 표명하는 장치로 홍보되었다. 실제로는 루가드는 연례 회의를 통해 전통 통치자들에게 영국 정책을 알렸고, 그들에게는 회의에서 듣고 동의하는 것 외에는 아무런 기능도 남기지 않았다.
통합은 나이지리아가 세 개의 다른 지역 행정 구역—북부, 서부, 동부 지역—으로 세분화되는 느슨한 연합만을 의미했다. 각 지역은 부총독의 지휘 아래 있었고 독립적인 정부 서비스를 제공했다. 총독은 사실상 중복되는 경제적 이익을 가졌지만 정치적 또는 사회적으로는 거의 공통점이 없는 사실상 자치적인 개체들을 조율하는 역할을 했다. 북부 지역에서는 식민지 정부가 이슬람을 신중하게 고려하고 영국 통치에 대한 저항을 유발할 수 있는 전통적 가치에 대한 어떤 도전의 모습도 피했다.
권위의 구조가 아미르에게 집중되어 복종이 종교적 헌신의 표시였던 이 체제는 변화를 환영하지 않았다. 아미르들이 간접통치의 신뢰할 수 있는 대리인으로서의 역할에 점차 더 정착함에 따라, 식민지 당국은 현상 유지를, 특히 종교 문제에서 만족했다. 기독교 선교사들은 금지되었고, 제한된 정부 교육 노력은 이슬람 기관과 조화를 이루었다.
대조적으로 남부에서는 에도랜드와 요루바랜드에서 전통 통치자들이 간접 통치의 수단으로 활용되었지만, 기독교와 서구 교육은 그들의 제사장적 기능을 훼손했다. 그러나 일부 경우에는 상징적 가치를 지닌 신성한 군주제의 개념과 현대 법률 및 행정 개념에 대한 이중적 충성심이 유지되었다. 예를 들어, 에도 종교와 밀접하게 연결된 직책인 베닌의 오바는 전통 왕권에 대한 존경심에서 요루바 정치 운동의 후원자로 받아들여졌다. 동부 지역에서는 "영장"을 부여받아 영장 추장으로 불렸던 임명된 관리들이 전통적인 주장이 부족했기 때문에 사람들의 강한 저항을 받았다.
영국 통치의 초기 단계에서는 원주민 권위를 유지하고 원주민 에미르들을 통해 일하는 것이 바람직하다. 동시에 점진적으로 그들을 우리의 정의와 인간성 개념에 가까워지게 하는 것이 가능하다. … 위의 일반 원칙을 추구함에 있어, 지방의 주요 민간 관리들은 위원이나 행정관이라기보다는 외교 관계를 수행하는 사람을 의미하는 '거주관'이라고 불릴 것이다. 
실제로 간접 통치 하의 영국 행정 절차는 식민지 당국과 지역 통치자 간의 끊임없는 상호 작용을 수반했으며, 이 시스템은 각 지역의 필요에 맞게 수정되었다. 예를 들어, 북부에서는 법률이 총독과 아미르가 공동 서명한 칙령의 형태를 띠었고, 남부에서는 총독이 입법회의 승인을 구했다. 하우사어는 북부의 공용어로 인정되었고, 그곳에서 근무하는 식민지 관리들은 하우사어를 아는 것이 기대되었다. 남부에서는 영어만이 공용 지위를 가졌다. 지역 행정부는 또한 현지 인력의 질과 수행하려는 운영 범위 면에서 크게 달랐다. 각 지역의 영국 직원들은 통합 이전에 개발된 절차에 따라 계속 운영되었다. 지역 간 경제적 연계는 증가했지만, 간접 통치는 정치적 교류를 저해하는 경향이 있었다. 제2차 세계 대전이 끝날 때까지 지역 간 통합에 대한 압력은 거의 없었다.
항구 준설, 도로 및 철도 건설과 같은 공공 사업은 나이지리아를 경제 발전의 길로 열어주었다. 영국 비누 및 화장품 제조업체들은 유야자 재배를 위한 토지 양보를 얻으려 했지만 거부당했다. 대신, 이 회사들은 이러한 제품의 수출 무역 독점에 만족해야 했다. 코코아와 고무와 같은 다른 상업 작물들이 장려되었고, 조스 고원에서는 주석이 채굴되었다.
경제 발전의 유일한 큰 중단은 1913-14년의 대가뭄이라는 자연 재해에서 비롯되었다. 회복은 빠르게 이루어졌고, 제1차 세계 대전 중 항만 시설 및 운송 인프라 개선은 경제 발전을 더욱 촉진했다. 나이지리아 징집병들은 노동자와 병사로서 전쟁에 참여했다. 북부와 남부의 병력을 통합한 RWAFF의 나이지리아 연대는 카메룬과 독일령 동아프리카에서 독일 식민지군을 상대로 전투를 벌였다.
전쟁 중, 식민지 정부는 나이지리아 예산의 많은 부분을 제국 방어 기여금으로 책정했다. 추가 수익을 올리기 위해 루가드는 재임 기간 동안 북부에서 채택했던 전통적인 체계를 본떠서 통일된 세금 구조를 도입하는 조치를 취했다. 그러나 세금은 남부에서 불만의 원천이 되었고, 영국 정책에 항의하는 소요 사태에 기여했다. 1920년에 구 독일령 카메룬의 일부는 국제연맹에 의해 영국에 위임통치령으로 할당되었고, 나이지리아의 일부로 관리되었다.
제1차 세계 대전 참전은 동맹국의 국외 거주자들이 운영하는 나이지리아 팜유 회사들을 몰수하는 결과를 낳았다. 영국 경제계는 이를 이용하여 산업을 독점하고자 했지만, H. H. 애스퀴스 총리의 자유당 정부와 이후의 전시 연립 내각은 국제 자유 무역을 허용하는 것을 선호했다. 1916년, 에드워드 카슨 경은 보수통일당 의원 대다수를 이끌고 당 대표인 보너 로에 반대 투표하여, 아스퀴스 연립 정부에서 탈퇴하고 정부가 해체되기 시작했다. 이는 데이비드 로이드 조지가 이끄는 새로운 연립 정부로 교체되었으며, 보수당과 로이드 조지 지지자들이 자유당에 참여했고, 아스퀴스와 나머지 자유당은 야당이 되었다.
1918년 총독직에서 물러날 때까지 루가드는 주로 영국 주권 강화와 전통 통치자를 통한 지방 행정 보장에 몰두했다. 그는 남부에서 더 두드러진 교육받고 서구화된 아프리카 엘리트들을 경멸했으며, 이들의 영향력이 가장 강했던 국제적인 도시 라고스에서 수도를 북부의 카두나로 이전할 것을 권고했다. 수도가 이전되지는 않았지만, 무슬림 북부에 대한 루가드의 편견은 당시에도 명확했다. 루가드는 총독 임기가 만료될 때 후임자에게 번영하는 식민지를 물려주었다.
북나이지리아에서 사용된 간접통치 정책은 아프리카 다른 지역의 영국 식민지에 대한 모델이 되었다.

### 클리퍼드 시대 식민지 정책의 발전

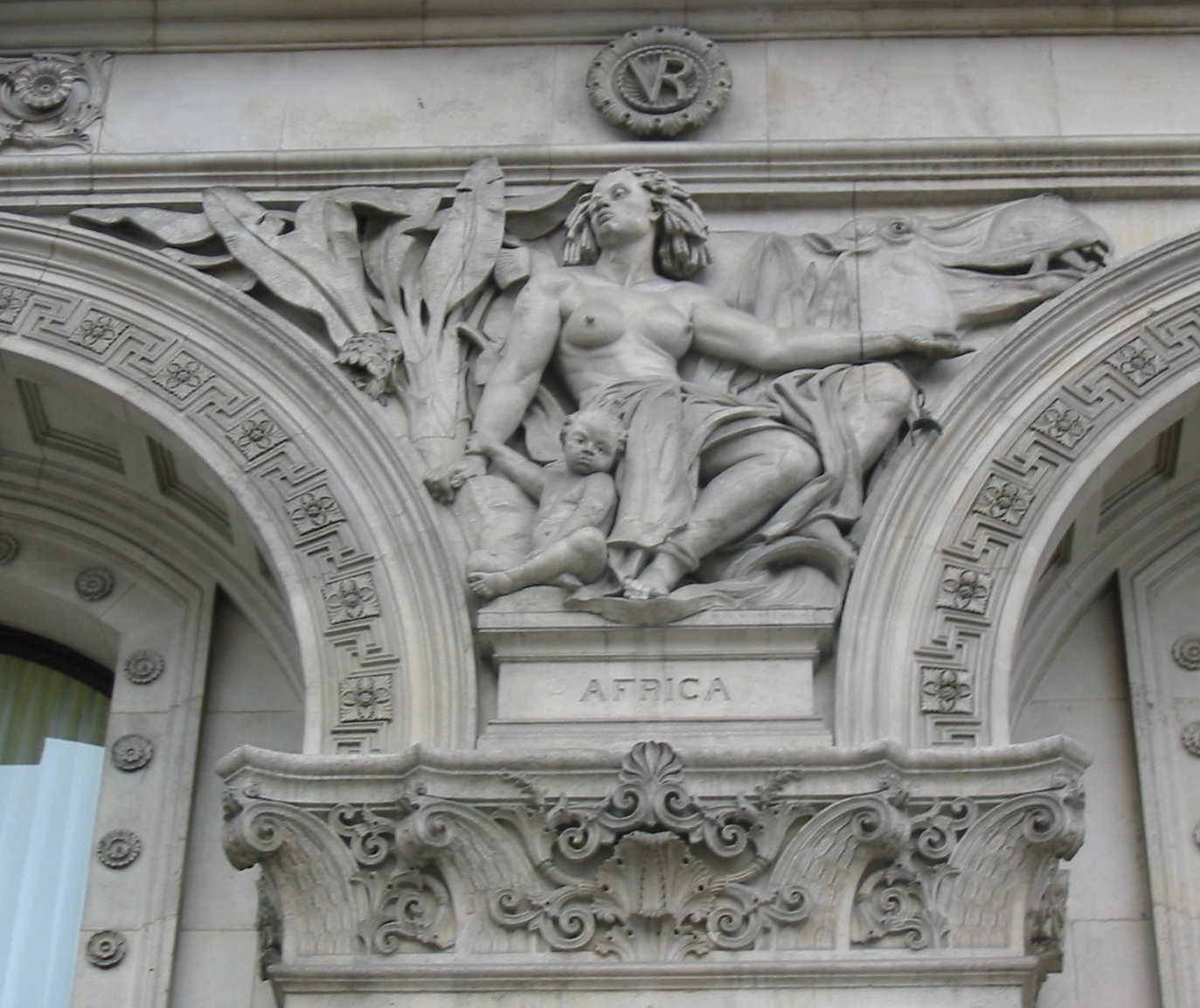
화이트홀 거리의 식민지부 건물에 있는 아프리카 조각상; 헨리 휴 암스테드 제작

루가드의 즉각적인 후임자(1919년–1925년)인 휴 클리퍼드 경은 자유주의적 본능을 가진 귀족 출신의 전문 행정가로, 1912년–1919년 골드 코스트의 총독으로서의 계몽된 통치로 인정을 받았다. 두 사람의 식민지 개발 접근 방식은 정반대였다. 루가드와 달리 클리퍼드는 식민지 정부가 서구 경험의 이점을 가능한 한 빨리 도입할 책임이 있다고 주장했다. 그는 무슬림 북부가 문제를 제기할 것임을 알고 있었지만, 남부에서는 그가 제시한 노선에 따라 진전을 기대했으며, 그곳에서 "일반적인 해방"이 보다 대표적인 형태의 정부로 이어질 것이라고 예측했다. 클리퍼드는 경제 발전을 강조하여 북부의 이민자 남부인들의 기업을 장려하는 동시에 유럽의 참여를 자본 집약적 활동으로 제한했다. 선교 세력은 술의 금지를 요구했지만, 이는 매우 인기가 없었다. 아프리카인과 유럽인 모두 비밀 증류소, 식민지 주류 허가증 획득, 밀수와 같은 불법 공급원을 찾았다. 이 금주 실험은 1890년에 시작되어 1939년에 폐지되었다.
간접통치 하에서 전통 통치자들에게 허용된 재량권의 양에 불편함을 느낀 클리퍼드는 북부 아미르들이 가진 사법권의 추가 확장에 반대했다. 그는 "그들의 과거 전통과 현재의 낙후된 문화적 조건이 그러한 실험에 합리적인 성공 가능성을 제공한다고 생각하지 않는다"고 말했다. 남부에서는 그는 유럽식 방법으로 모델링된 학교에서 교육받은 엘리트를 양성할 가능성을 보았다 (그리고 많은 엘리트 자녀들이 식민지 시대 동안 영국의 일류 대학에 다녔다). 이 학교들은 "성격과 행동을 규제해야 할 기본 원칙"을 가르칠 것이었다. 이러한 태도에 따라 그는 미래에 그렇게 큰 신뢰를 두었던 엘리트의 본거지인 라고스에서 수도를 이전하자는 루가드의 제안을 거부했다.
클리퍼드는 또한 간접통치가 구심력적 경향을 부추긴다고 믿었다. 그는 더 강력한 중앙 정부가 나이지리아를 세 지역의 행정 편의 그 이상으로 묶을 수 없다면 두 개의 별도 식민지로 나누는 것이 바람직하다고 주장했다. 루가드가 북부에서 배운 교훈을 남부 행정에 적용한 반면, 클리퍼드는 남부에서 성공적이었던 관행을 북부로 확장할 준비가 되어 있었다. 북부의 부총독으로 활동했던 리치먼드 팔머 경은 클리퍼드와 의견을 달리하며 루가드의 원칙과 추가적인 분권화를 옹호했다.
루가드가 여전히 높이 평가받던 식민지부는 남부에서 변화가 필요할 수도 있다는 점을 받아들였지만, 북부에서는 절차의 근본적인 변경을 금지했다. 식민지부의 나이지리아 담당 국장 A.J. 하딩은 "이국 민족의 공정하고 정직한 사람들에 의한 직접 통치는 […] 결코 국가를 오랫동안 만족시키지 못했으며 […] 그러한 형태의 정부 하에서는 부와 교육이 증가함에 따라 정치적 불만과 선동도 증가한다"고 말하며 간접 통치를 지지하는 영국 정부의 공식 입장을 밝혔다.

### 1918년 인플루엔자 팬데믹
인플루엔자 팬데믹은 1918년 9월 SS Panayiotis, SS Ahanti, SS Bida 등 여러 선박을 통해 라고스 항구에 도달했다. 질병의 확산은 빠르고 치명적이었으며, 라고스 인구의 약 1.5%가 희생되었다. 질병은 처음에 서아프리카 해안을 따라 있는 많은 무역항들에서 발생했다. 그러나 식민지 교통망의 발전과 효율성으로 인해 질병이 내륙으로 확산되는 것은 시간 문제였다.
아프리카 전체는 H1N1 인플루엔자 A의 세 차례 파동에 직면했으며, 그 중 첫 번째와 두 번째는 나이지리아 식민지에 가장 치명적이었다. 식민지 정부는 그러한 상황에 대해 일반적으로 준비가 되어 있지 않았고 장비도 갖추지 못했다. 전염병에 직접적으로 반응하여, 식민지 당국은 상황의 심각성 때문에 아프리카 의사들과 의료진이 인플루엔자 환자를 치료하도록 허용했다. 식민지 정부는 전염병에 대한 반응으로 식민지 내 개인을 위한 여행 증명서, 위생 관행의 증가된 사용, 나이지리아 원주민 가구에 대한 방문 검사 등 새로운 법률을 제정했다.
라고스 위생 담당관들의 실패로 인해 바이러스는 9월 내내 남부 지방으로 계속 확산되었고, 마침내 10월에는 내륙 지역으로 퍼졌다. 약 50만 명의 나이지리아인들이 팬데믹으로 목숨을 잃었으며, 나이지리아 농장과 농장의 생산 능력이 심각하게 감소했다.

## 경제 및 재정

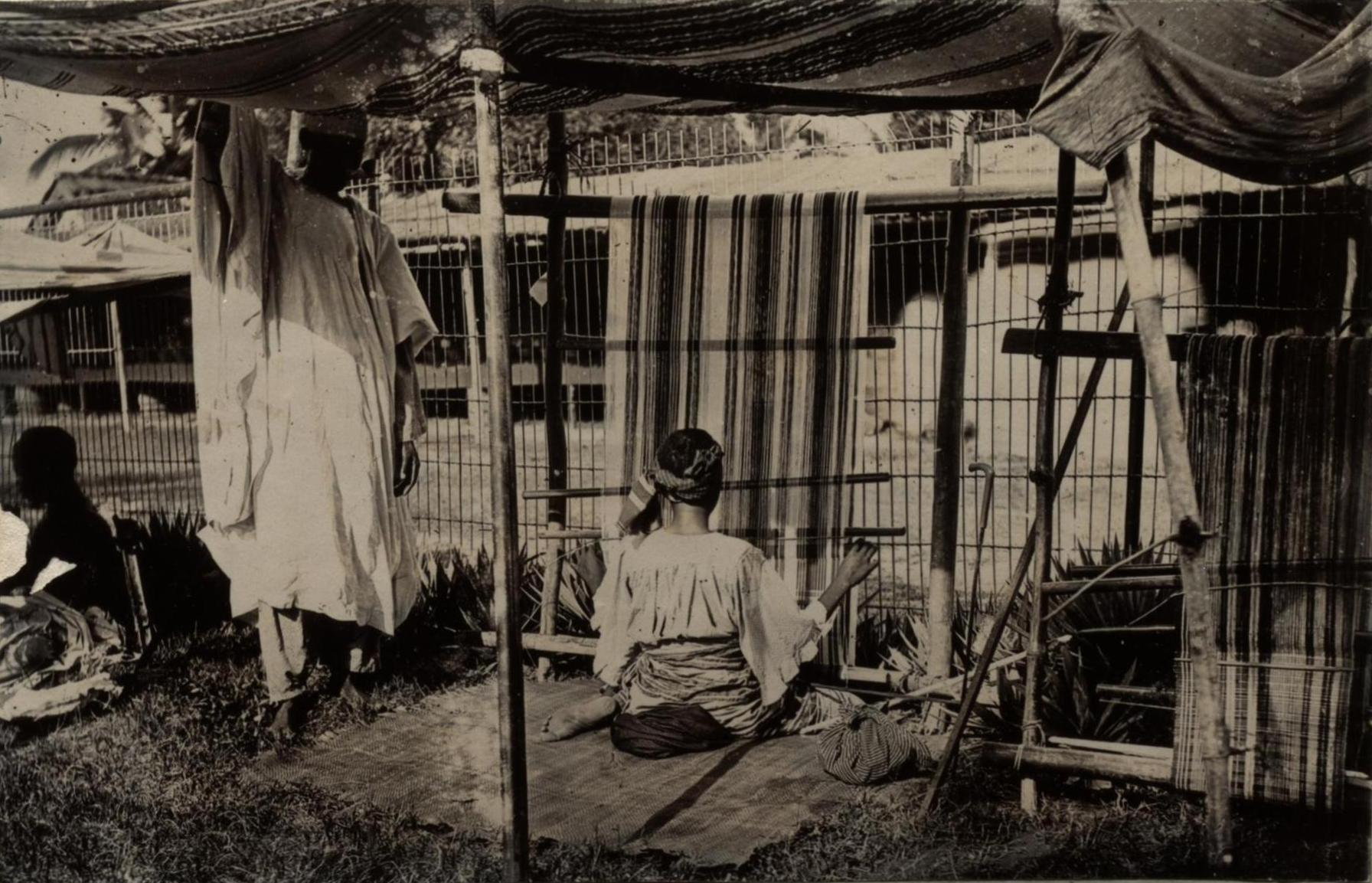
1910년~1913년 패터슨 주코니스 무역 회사의 H. 헌팅이 촬영한 라고스의 직조기

영국 재무부는 처음에 내륙의 북나이지리아 보호령을 매년 25만 파운드 이상의 보조금으로 지원했다. 그 수입은 빠르게 증가하여 1901년 4,424파운드에서 1910년 274,989파운드로 늘어났다. 남부 보호령은 처음부터 스스로 자금을 조달했으며, 같은 기간 동안 수입이 361,815파운드에서 1,933,235파운드로 증가했다.
영국은 국가에 대한 정치적 통제를 확립한 후, 원주민 아프리카인들이 자급 농업에서 임노동으로 전환하도록 강제하기 위해 세금 제도를 시행했다. 때로는 공공 사업 프로젝트에 직접 강제 노동이 사용되기도 했다. 이러한 정책은 저항에 부딪혔다.
식민지 예산의 상당 부분은 군대인 왕립 서아프리카 국경군(RWAFF)에 지불되었다. 1936년에 나이지리아 국가의 수입 6,259,547파운드 중 1,156,000파운드는 나이지리아 공무원으로 일하는 영국 관리들의 본국 급여로 영국으로 다시 송금되었다.
석유 탐사는 1906년 존 사이먼 베르그하임의 나이지리아 역청 회사에서 시작되었으며, 이 회사에는 식민지부가 독점권을 부여했다. 1907년, 이 회사는 석유 발견 시 상환 가능한 25,000파운드의 대출을 받았다. 다른 면허 신청 회사들은 거부되었다. 1908년 11월, 베르그하임은 석유를 발견했다고 보고했고, 1909년 9월에는 하루 2,000배럴을 추출했다고 보고했다. 그러나 1912년 9월 베르그하임이 자동차 사고로 사망하면서 나이지리아 유전 개발은 둔화되었다. 에거튼을 대신하여 총독으로 부임한 루가드는 1913년 5월 이 프로젝트를 중단했다. 영국 영국-페르시아 석유 회사는 페르시아에서 석유를 찾았다.
나이지리아의 유럽 상인들은 처음에는 현지에서 이미 가치 있게 평가되던 조개껍데기돈을 널리 사용했다. 조개껍데기돈의 유입은 인플레이션을 초래했다.
1927년 4월, 나이지리아의 영국 식민지 정부는 원주민 세입 (개정) 조례를 시행하기 위한 조치를 취했다. 1928년 남성에 대한 직접세가 큰 사건 없이 도입되었다. 그러나 1929년 10월 올로코에서 세금 관련 인구 조사가 실시되었고, 이 지역 여성들은 이것이 작년에 남성에게 부과되었던 직접세 확대를 위한 전조라고 의심했다. 이는 여성 전쟁으로 알려진 시위로 이어졌다.

## 남나이지리아 민족주의의 출현
영국의 식민주의는 나이지리아를 탄생시켰고, 나이저강을 따라 다양한 민족과 지역을 인위적인 정치적 실체로 결합시켰다. 전간기에 나이지리아의 정치적 요인으로 부상한 민족주의는 사람들 사이의 공통된 나이지리아 국적 의식보다는 오히려 오래된 정치적 지역주의와 광범위한 범아프리카주의에서 비롯되었다. 활동가들의 초기 목표는 자결이 아니라 지역 수준에서 정부 과정에 대한 참여를 늘리는 것이었다.
영국 정책의 불일치는 기존의 지역적 적개심에 기반한 분열을 심화시켰는데, 영국은 각 지역의 토착 문화를 보존하려고 노력하는 동시에 현대 기술과 서구의 정치 및 사회 개념을 도입하려고 했기 때문이다. 북부에서는 이슬람의 정당성에 호소하여 에미르의 통치를 옹호했으며, 따라서 민족주의적 정서는 이슬람 이상과 관련되었다. 유럽 사상에 의해 사고방식이 형성된 남부의 근대 민족주의자들은 간접 통치를 반대했는데, 이는 그것이 시대착오적인 통치 계급을 강화하고 새로 부상하는 서구화된 엘리트를 배제했다고 믿었기 때문이다.
남부 민족주의자들은 마커스 가비와 W.E.B. 듀 보이스와 같은 저명한 미국 기반 활동가들을 포함한 다양한 출처에서 영감을 받았다. 해외 나이지리아 학생들, 특히 영국 학교의 학생들은 1925년 런던에서 설립된 서아프리카 학생 연합과 같은 범아프리카 단체에서 다른 식민지 출신 학생들과 합류했다. 초기 민족주의자들은 애국심의 초점으로 나이지리아를 무시하는 경향이 있었다. 그들의 공통점은 특히 요루바족과 이보족의 새로이 주장되는 민족 의식에 기반을 두는 경향이 있었다. 유럽과 북미의 영향력을 수용했음에도 불구하고, 민족주의자들은 식민주의가 토착 문화의 고대성, 풍요로움, 복잡성을 인정하지 못한다고 비판했다. 그들은 자치 정부를 원했으며, 식민지 통치만이 나이지리아와 다른 국가에서 진보적인 세력의 해방을 막고 있다고 비난했다.
식민 통치에 대한 정치적 반대는 종종 종교적 차원을 띠기도 했다. 독립적인 기독교 교회들은 19세기 말에 출현했다. 어떤 경우에는 유럽인들의 기독교 정통 해석이 지역 관습과 관행의 통합을 허용하지 않았지만, 다양한 선교 교파들은 기독교를 다르게 해석했다. 대부분의 유럽인들은 자신들의 차이점을 간과하는 경향이 있었고, 나이지리아인들이 유럽의 통제와 독립된 새로운 교파를 발전시키고 싶어 한다는 사실에 놀라워하고 충격을 받았다. 개신교 종파는 종교 개혁 이후 기독교 내에서 번성했다. 나이지리아에서 독립적인 기독교 교회의 출현은 (미국의 흑인 교단에서처럼) 이 역사의 또 다른 단계였다. 독립 교회의 설교단은 식민 통치 비판가들의 자유로운 표현을 위한 통로가 되었다.

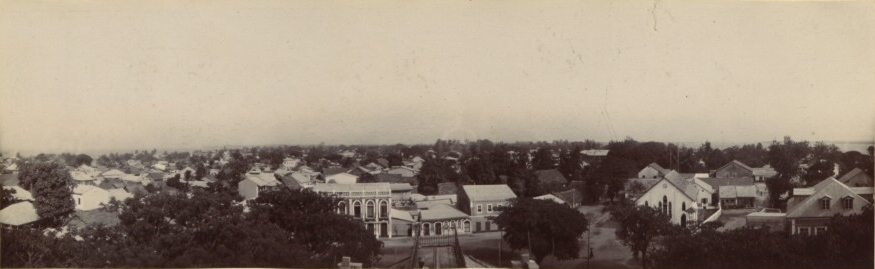
1910년경 식민지 라고스

1920년대에 나이지리아인들은 나이지리아 교사 연합과 같은 전문 및 사업 협회; 영국에서 교육받은 많은 변호사들을 한자리에 모은 나이지리아 법률 협회; 그리고 오바페미 아워로우가 이끄는 나이지리아 농산물 상인 협회 등 다양한 종류의 협회를 결성하기 시작했다. 이들은 처음에는 전문적이고 우애적인 이유로 조직되었지만, 이들 조직에서 리더십 기술을 개발하고 광범위한 사회적 네트워크를 형성할 기회를 가진 교육받은 사람들의 중심지였다.
부족 연합의 형태를 띠는 민족 및 친족 조직도 1920년대에 등장했다. 이 조직들은 주로 농촌 이주민들이 도시로 대거 이주한 후에 나타난 도시 현상이었다. 도시 환경의 익명성에 소외되고, 민족 고향과의 유대감—상호 부조의 필요성뿐만 아니라—으로 묶인 새로운 도시 거주자들은 지역 클럽을 형성했고, 이는 나중에 전체 지역을 포괄하는 연맹으로 확장되었다. 1940년대 중반까지 주요 민족 집단들은 이보 연방 연합과 오바페미 아워로우가 주도적인 역할을 했던 요루바 문화 운동인 에그베 오모 오두두와(오두두와 후손 협회)와 같은 협회들을 형성했다. 어떤 경우에는 영국이 사람들을 민족 집단으로 분류하고 민족을 기준으로 대우하면서, 이전에는 존재하지 않았던 민족적 정체성을 형성하게 되었다.
세 번째 유형의 조직은 더욱 정치적인 성격을 띠는 청년 또는 학생 단체였으며, 이는 지식인과 전문직 종사자들의 수단이 되었다. 이들은 인구 중 가장 정치적 의식이 높은 계층이었고, 민족주의 운동의 선봉을 형성했다. 제1차 세계 대전 이전에 발행된 일부 신문들은 민족주의적 견해를 보도했다.
1922년 헌법은 나이지리아인들에게 입법회에 소수의 대표자를 선출할 기회를 제공했다. 이후 정치 활동의 주요 인물은 종종 나이지리아 민족주의의 아버지로 불리는 허버트 매컬리였다. 그는 자신의 신문인 라고스 데일리 뉴스를 통해 정치적 인식을 고취시켰다. 그는 또한 나이지리아 민주당을 이끌었으며, 이 당은 1922년 창립부터 1938년 국가 청년 운동이 부상할 때까지 라고스 선거를 지배했다. 그의 정치 강령은 경제 및 교육 발전, 공무원의 아프리카화, 라고스의 자치를 요구했다. 주목할 만한 점은 매컬리의 NNDP는 거의 전적으로 라고스 정당으로 남아 있었으며, 이미 선거 정치 경험이 있는 지역 주민들에게만 인기가 있었다.
국가 청년 운동은 교육 개선을 주장하기 위해 민족주의적 수사를 사용했다. 이 운동은 H.O. 데이비스와 은남디 아지키웨를 포함한 많은 미래의 지도자들을 대중에게 알렸다. 아지키웨는 나중에 민족 통합의 주요 대변인으로 인정받게 되었지만, 미국에서 대학 교육을 마치고 처음 돌아왔을 때 그의 시각은 민족주의적이기보다는 범아프리카적이었고, 유럽 식민주의에 대한 아프리카인의 공동 투쟁을 강조했다 (이것은 당시 미국 활동가들 사이에서 커지고 있던 범아프리카주의를 반영하기도 했다). 아지키웨는 런던 정치경제대학교에서 해롤드 라스키의 제자였던 데이비스만큼 순수하게 나이지리아적인 목표에는 관심이 적었고, 그의 정치적 성향은 좌파로 간주되었다.
1938년까지 NYM은 영국 연방 내에서의 자치 정부 지위, 즉 나이지리아가 캐나다 및 오스트레일리아와 같은 지위를 갖도록 운동을 벌였다. 그해 선거에서 NYM은 입법회에서 NNDP의 지배를 종식시켰고 전국적인 제휴 네트워크를 구축하기 위해 노력했다. 3년 후, 주요 민족적 충성심에 지배되는 내부 분열이 발생했다. 아지키웨와 다른 이그보족 NYM 회원들의 탈퇴는 조직을 요루바족의 손에 맡겼다. 제2차 세계 대전 중 아워로우는 이를 주로 요루바족 정당인 액션 그룹으로 재편성했다. 요루바족-이그보족 간의 경쟁은 나이지리아 정치에서 점점 더 중요해졌다.

### 제2차 세계 대전
제2차 세계 대전 중, 나이지리아 연대 3개 대대가 에티오피아 전역에서 파시스트 이탈리아와 싸웠다. 나이지리아 부대는 또한 팔레스타인, 모로코, 시칠리아, 버마에서 영국군과 함께 복무한 두 개 사단에 기여했으며, 그곳에서 많은 명예를 얻었다. 전시에 겪은 경험은 많은 병사들에게 새로운 준거틀을 제공했는데, 이들은 나이지리아에서는 이례적인 방식으로 민족 경계를 넘어 교류했다. 전쟁은 또한 영국이 나이지리아의 정치적 미래를 재평가하게 만들었다. 전쟁 기간은 점진주의를 지향하는 구시대의 지역주의 지도자들과 더 즉각적인 방식으로 생각하는 젊은 지식인들 사이의 양극화를 가져왔다.
1940년대 조직 노동의 급속한 성장은 새로운 정치 세력을 가져왔다. 전쟁 중 노조 회원 수는 6배 증가하여 3만 명에 달했다. 노동 조직의 확산은 운동을 파편화시켰고, 잠재적인 지도자들은 노동자들을 하나로 모을 경험과 기술이 부족했다.
액션 그룹은 주로 에그베 오모 오두두와의 사무총장이자 나이지리아 농산물 상인 협회의 대표인 오바페미 아워로우 추장의 작품이었다. 액션 그룹은 따라서 요루바족 사이에서 번성하던 문화 의식 세대의 후계자였으며, 서부 지역의 비교 경제 발전을 대표하는 상업적 이익과도 귀중한 연관성을 가지고 있었다. 아워로우는 요루바 인구의 광범위한 계층에 호소하는 데 거의 어려움이 없었지만, 액션 그룹이 "부족" 집단으로 낙인찍히는 것을 피하려고 노력했다. 비요루바족의 지지를 얻기 위한 다소 성공적인 노력에도 불구하고, 당을 처음 자극했던 지역주의적 정서는 계속되었다.
요루바 공동체의 일부는 자체적인 적대감을 가지고 있었고, 새로운 경쟁 관계가 생겨났다. 예를 들어, 이바단의 많은 사람들은 아워로우가 이예부 요루바족과 동일시된다는 이유로 그를 개인적으로 반대했다. 이러한 어려움에도 불구하고, 액션 그룹은 빠르게 효과적인 조직을 구축했다. 그들의 프로그램은 나이지리아 카메룬 민족 협의회보다 더 많은 계획을 반영했으며, 이념적으로 더 지향적이었다. 아지키웨의 설득력 있는 개성은 없었지만, 아워로우는 강력한 토론가이자 활기차고 끈기 있는 정치 운동가였다. 그는 나이지리아에서 처음으로 현대적이고 때로는 화려한 선거 운동 기술을 사용했다. 그의 주요 부관으로는 오그보모쇼의 새뮤얼 아킨톨라와 요루바 군주 중 가장 중요한 이페의 오니가 있었다.
액션 그룹은 연방 구조 내의 자치주를 위한 소수 집단 요구와 서부 지역에서 중서부 주를 분리하는 것을 일관되게 지지했다. 이들은 유사한 변경이 다른 곳에서도 이루어질 것이라고 가정했으며, 이는 당이 다른 지역에서 소수 표를 얻는 데 기여했다. 이들은 북부 지역의 풀라니족 통치 일로린 토후국에서 요루바족 민족통일주의를 지지했고, 동부 지역의 비이그보족 사이에서 분리주의 운동을 지지했다.
북부 인민 회의 (NPC)는 1940년대 후반에 소수의 서구 교육을 받은 북나이지리아인 그룹에 의해 조직되었다. 그들은 남부 기반 정당들의 활동에 균형을 맞추기 위해 정치 정당을 결성하는 것에 대한 에미르들의 동의를 얻었다. 이는 북부 개혁주의의 상당한 요소를 나타냈다. 당에서 가장 강력한 인물은 아마두 벨로 소코토 사르다우나였다.
벨로는 북부의 사회 및 정치 기관을 남부의 영향으로부터 보호하기를 원했다. 그는 북부 지역의 영토 보전을 주장했다. 그는 북부를 강화하기 위해 교육적, 경제적 변화를 도입할 준비가 되어 있었다. 그의 개인적인 야망은 북부 지역에 국한되었지만, 벨로는 북부의 막대한 투표력을 동원하여 국가 정부의 통제권을 획득하려는 NPC의 성공적인 노력을 지지했다.
NPC 강령은 북부의 통합, 그 전통, 종교, 사회 질서를 강조했다. 광범위한 나이지리아 문제에 대한 관심은 명확히 두 번째였다. NPC를 북부 지역 너머로 확장하려는 관심 부족은 이러한 엄격한 지역 중심적인 태도와 일치했다. 활동적인 당원들은 의사소통 수단과 반대 세력을 통제할 수 있는 억압적인 전통 권력을 가진 지방 정부 및 에미르 관리들로 구성되었다.
해외에서 교육받은 소수의 북부인들—아부바카르 타파와 발레와와 아미누 카노를 포함한 그룹—은 에미리트 왕국에 점진적인 변화를 도입하려는 영국 후원 노력과 동맹을 맺었다. 에미르들은 북부에 남부인들이 불안정하게 존재하는 것에 대한 두려움과 남부의 생활 조건 개선을 관찰하면서 제한적인 현대화를 지지했다. 현대화를 지향하는 북부 지도자들은 또한 전통적인 권력 구조와 확고히 연결되어 있었다. 대부분의 내부 문제는 은폐되었고, 무슬림 귀족의 지배에 대한 공개적인 반대는 용납되지 않았다. 무슬림 지배에 분개하는 중간 벨트 대표들을 포함한 비판자들은 작고 주변적인 정당이나 무의미한 분리주의 운동으로 밀려났다.
1950년 NPC 창립에 중요한 역할을 했던 아미누 카노는 NPC의 제한된 목표와 전통 통치자들이 현대화를 받아들일 것이라는 헛된 희망에 항의하며 북부 진보 연합 (NEPU)을 결성하기 위해 탈퇴했다. NEPU는 나이지리아 카메룬 민족 협의회 (NCNC)와 의회 동맹을 맺었다.
NPC는 독립 전 심의에서 전통 질서의 이익을 계속 대표했다. 카노의 탈퇴 이후, NPC 내의 유일한 중요한 의견 불일치는 온건파와 관련이 있었다. 발레와와 같은 사람들은 정치적, 경제적 후진성을 극복해야만 NPC가 보다 발전된 남부의 영향력에 맞서 북부 전통 권위의 토대를 보호할 수 있다고 믿었다.
세 지역 모두에서 소수 정당들은 소수 민족 집단의 특수 이익을 대변했으며, 특히 다수 민족의 영향을 받는 경우 그러했다. 이들은 상당한 수의 입법 대표단을 선출할 수 없었지만, 소수 민족의 우려를 공개적으로 표명하는 수단으로 기능했다. 이들은 선거 전에 주요 정당들로부터 관심을 받았는데, 이때 다른 지역의 지배적인 정당이나 해당 지역의 야당이 이들과 동맹을 모색했다.
정당들은 나이지리아의 독립을 앞두고 권력을 잡기 위해 경쟁했다. 1946년부터 1954년까지 세 개의 헌법이 제정되었다. 각 헌법은 상당한 정치적 논란을 야기했지만, 정치적 정당의 역할이 증가하면서 국가를 더 큰 내부 자치로 이끌었다. 추세는 지역 의회와 연방 하원의원을 갖춘 의원내각제 정부를 수립하는 방향으로 나아갔다.
1946년에 새로운 헌법이 웨스트민스터의 영국 의회에서 승인되고 나이지리아에서 공포되었다. 이 헌법은 총독과 그가 임명한 행정 평의회의 손에 실질적인 권력을 남겨두었지만, 이른바 리처즈 헌법 (제정을 담당한 아서 리처즈 경 총독의 이름을 따서 명명됨)은 전국에 영향을 미치는 사안을 심의할 권한을 가진 확장된 입법회를 규정했다. 세 지역 각각에 별도의 입법 기관인 의회가 설립되어 지역 문제들을 심의하고 부총독에게 조언을 제공했다. 심의 권한이 지역으로 위임된 연방 원칙의 도입은 국가의 다양성을 인정하는 신호였다. 나이지리아 상황에 대한 현실적인 평가에도 불구하고, 리처즈 헌법은 정치적 통일의 대안으로서 지역주의를 강화시킨 것은 분명했다.
리처즈 헌법 공포 이후 헌법 개정의 속도는 빨라졌다. 1950년에는 더 큰 자치권 요구에 따라 헌법이 정지되었고, 그 결과 1950년 이바단에서 의회 간 회의가 열렸다. 이 회의에서 새로운 헌법의 조항이 작성되었다. 당시 총독 존 스튜어트 맥퍼슨의 이름을 딴 이른바 맥퍼슨 헌법은 다음 해에 발효되었다.
새로운 헌장의 가장 중요한 혁신은 지역 자치와 연방 연합을 모두 허용하는 이중적인 헌법 발전 과정을 강화했다. 선거 원칙을 확대하고 각료회의를 갖춘 중앙 정부를 제공함으로써 맥퍼슨 헌법은 정당 활동과 국가 수준의 정치 참여에 새로운 추진력을 제공했다. 그러나 새로 설립된 185석의 연방 하원의원에 의해 무효화될 수 없는 광범위한 입법 권한을 행사하는 유사한 지역 정부를 제공함으로써 맥퍼슨 헌법은 지역주의에도 상당한 힘을 실어주었다. 1954년에 제정된 리틀턴 헌법에 포함된 후속 개정안은 연방 원칙을 확고히 확립하고 독립의 길을 열었다.

### 자치 지역 (1957)
1957년, 서부와 동부 지역은 의원 내각제 하에 공식적으로 자치를 얻었다. 유사한 지위는 2년 후 북부 지역에서도 획득되었다. 지역 체계들 사이에 세부적인 차이점은 많았지만, 모두 의회 형식을 따랐고 라고스의 나이지리아 연방 정부에 대해 동등하게 자치권을 가졌다. 연방 정부는 은행, 통화, 대외 관계, 국방, 해운 및 항해, 통신에 대한 책임을 포함하여 명시된 권한을 유지했지만, 실제 정치 권력은 지역에 집중되었다. 특히, 지역 정부는 각 지역 내에서 발생한 수입에서 파생된 공공 지출을 통제했다.
민족적 분열은 1950년대에 심화되었다. 남부 지역의 정치 활동가들은 교육 기회와 경제 발전을 중심으로 자치에 대해 이야기했다. 선교 학교의 확산과 수출 작물에서 얻은 부유함 때문에 남부 정당들은 국가 남부에 이익이 되는 정책에 전념했다. 북부에서는 에미르들이 경제 및 정치 변화에 대한 확고한 통제를 유지하려고 했다.
연방 정부(따라서 남부 공무원)의 참여를 포함할 수 있는 북부의 모든 활동은 에미리트 왕국의 우위에 대한 도전으로 간주되었다. 정치 참여를 확대하고 교육 기회 및 기타 사회 서비스를 확대하는 것 또한 현상 유지에 대한 위협으로 여겨졌다. 특히 이보족과 같은 남부인들의 광범위한 이민자 인구가 이미 북부에 거주하고 있었는데, 이들은 사무직을 장악하고 많은 무역에 활발하게 참여했다.
요루바족과 이보족 사이의 분열은 정치 기구 통제를 위한 경쟁으로 더욱 심화되었다. 영국의 존재가 후퇴하면서 현지 관리와 정치인들은 정부 일자리, 지역 개발 기금, 시장 허가, 무역 면허, 정부 계약, 심지어 고등 교육 장학금에 대한 후원권을 얻을 수 있었다. 모든 직책에 많은 자격 있는 지원자가 있는 경제에서, 당국이 자신의 민족 집단 구성원에게 보여주는 모든 편애는 큰 불만을 야기했다.
전후 직후, 나이지리아는 유리한 무역 수지 덕분에 이익을 얻었다. 국가 전체의 1인당 국민소득은 국제적인 기준으로는 여전히 낮았지만, 급여 소득이 증가하고 도시화가 급증하면서 수입품에 대한 소비자 수요가 확대되었다.
그 사이에 공공 부문 지출은 수출 수입보다 훨씬 더 극적으로 증가했다. 이는 막대한 농업 잉여금에서 나오는 수입뿐만 아니라 1950년대에 부과된 새로운 범위의 직접세 및 간접세에 의해서도 뒷받침되었다. 1954년 예산 관리 책임이 중앙 정부에서 지역 정부로 이전되면서 서비스 및 개발 프로젝트에 대한 공공 지출 속도가 가속화되었다. 10년 동안 중앙 및 지역 정부의 총수입은 국내총생산 대비 거의 두 배로 증가했다.
나이지리아의 경제 발전에 장기적인 영향을 미친 가장 극적인 사건은 석유 매장량 발견과 개발이었다. 1908년에 시작되어 몇 년 후 중단되었던 석유 탐사는 1937년 셸과 브리티시 페트롤리엄에 의해 재개되었다. 탐사는 1946년에 집중되었지만, 첫 상업적 발견은 1956년 나이저강 삼각주의 올로이비리에서야 이루어졌다. 1958년 포트하커트에 건설된 시설에서 나이지리아 석유 수출이 시작되었다. 석유 수입은 아직 미미했지만, 지속적인 경제 확장 전망은 밝아 보였고 독립 직전의 정치적 경쟁을 심화시켰다.
1954년 헌법 채택 후 하원의원 선거에서 NPC는 북부 지역에서만 총 79석을 얻었다. 다른 주요 정당 중 NCNC는 동부와 서부 지역 모두에서 다수를 차지하며 56석을 얻었고, 액션 그룹은 27석만을 얻었다. NPC는 정부 구성을 요청받았으나, NCNC는 10개 장관직 중 6개를 차지했다. 이 중 3개 직책은 각 지역 대표에게 배정되었고, 1개는 북부 카메룬 대표에게 할당되었다.
독립을 향한 다음 단계로, 1957년 총독의 행정 평의회는 각료 회의와 합병되어 완전히 나이지리아인으로 구성된 나이지리아 연방 행정 평의회를 형성했다. NPC 연방 의회 대표인 아부바카르 타파와 발레와는 나이지리아의 총리로 임명되었다. 발레와는 액션 그룹과 NCNC를 포함하는 연립 정부를 구성하여 영국군의 최종 철수를 준비했다. 그의 정부는 다음 3년 동안 국가를 이끌었으며, 내정에서는 거의 완전한 자치권을 행사했다.

### 영국에서의 헌법 회의 (1957년–58년)
독립 나이지리아를 위한 새로운 연방 헌법 제정은 1957년과 1958년에 런던의 랭커스터 하우스에서 열린 회의에서 이루어졌으며, 회의는 앨런 레녹스-보이드 MP 영국 식민지부 장관이 주재했다. 나이지리아 대표단은 각 지역을 대표하고 다양한 의견을 반영하도록 선발되었다. 대표단은 NPC의 발레와가 이끌었으며, 액션 그룹의 아워로우, NCNC의 아지키웨, NPC의 벨로 등 당 지도자들이 포함되었다. 이들은 각각 서부, 동부, 북부 지역의 총리이기도 했다. 독립은 1960년 10월 1일에 달성되었다.
1959년 12월에 새로운 대규모 하원의원 선거가 치러졌으며, 더 많은 인구를 기반으로 북부 지역에 312석 중 174석이 할당되었다. NPC는 북부 지역에만 후보를 내세웠고, 선거 운동은 주로 지역 문제에 집중했지만 새로운 정권 추가에는 반대했다. NCNC는 중서부 주 창설을 지지하고 교육 및 보건 서비스의 연방 통제를 제안했다.
활발한 선거 운동을 펼친 액션 그룹은 강력한 정부와 세 개의 새로운 주 설립을 지지하는 한편, 나이지리아와 가나, 시에라리온을 통합하는 서아프리카 연방 창설을 옹호했다. NPC는 새 의회에서 142석을 확보했다. 발레와는 NPC-NCNC 연립 정부를 이끌도록 요청받았고, 아워로우는 공식적인 야당 대표가 되었다.

## 독립 나이지리아 (1960)
영국 의회법에 따라 나이지리아는 1960년 10월 1일에 독립했다. 아지키웨는 연방의 총독으로 취임했고, 발레와는 민주적으로 선출된 의회 정부의 수장으로 계속 봉사했지만, 이제는 완전히 주권을 가진 정부가 되었다. 총독은 영국 군주를 국가 원수로 대표했으며, 나이지리아 총리의 조언과 지역 총리의 협의를 거쳐 영국 왕실에 의해 임명되었다. 총독은 또한 총리를 임명하고, 의회 다수가 없을 경우 경쟁하는 지도자들 중에서 후보를 선택할 책임이 있었다. 그 외에는 총독의 직무는 본질적으로 의례적인 것이었다.
정부는 국민이 직접 선출한 312명의 하원의원과 지역 의회에서 선출한 44명의 상원의원으로 구성된 의회에 책임이 있었다.
일반적으로 지역 헌법은 구조적, 기능적으로 연방 모델을 따랐다. 가장 두드러진 차이점은 북부 지역이었는데, 특별 조항으로 인해 지역 헌법이 이슬람 법과 관습에 부합하도록 조정되었다. 그러나 연방 헌법과 지역 헌법의 유사성은 기만적이었고, 공공 업무의 수행은 지역 간의 큰 차이를 반영했다.
1961년 2월, 국민투표가 실시되어 영국이 유엔 신탁 통치령으로 관리하던 남카메룬과 북카메룬의 운명을 결정했다. 압도적인 다수로 남카메룬 유권자들은 별도의 연방 지역으로서 나이지리아에 통합되는 것보다 이전에 프랑스령이었던 카메룬에 합류하는 것을 선택했다. 그러나 북카메룬에서는 주로 무슬림 유권자들이 나이지리아의 북부 지역과 병합하는 것을 선택했다.

## 같이 보기
- 영국령 서아프리카
- 포르카도스와 바지보 월경지
- 반델레 오모니이

## 내용주
1. ↑  All of this section to this point is from Nigeria: A Country Study (1991) prepared by staff of the Library of Congress of the United States.

### Notes
1. ↑  “The Nigeria (Constitution) Order in Council, 1954” (PDF). 16쪽. 2019년 2월 24일에 원본 문서 (PDF)에서 보존된 문서. 2019년 2월 24일에 확인함.
2. 1 2 3  “Nigeria - Independent Nigeria”. 《Encyclopedia Britannica》 (영어). 2020년 1월 22일에 확인함.
3. ↑  John M. Carland, The Colonial Office and Nigeria (1985), pp. 1–2. "Crown Colony Government in Nigeria and elsewhere in the British Empire was an autocratic government. Officials at the Colonial Office and colonial governors in the field never pretended otherwise. In fact, autocratic, bureaucratic rule was the true legacy of British colonial government in Africa."
4. ↑  Carland (1985), The Colonial Office and Nigeria, p. 48.
5. 1 2 3 4 5 6 7  Robin Hermann, "Empire Builders and Mushroom Gentlemen: The Meaning of Money in Colonial Nigeria", International Journal of African Historical Studies 44.3, 2011.
6. 1 2 3 4 5  Ken Swindell, "The Commercial Development of the North: Company and Government Relations, 1900–1906", Paideuma 40, 1994, pp. 149–162.
7. 1 2  Carland, The Colonial Office and Nigeria (1985), p. 90.
8. ↑  Isichei, A History of Nigeria (1983), p. 362.
9. ↑  Yaya, Haruna Gimba (2021년 6월 12일). “Gombe-Abba: Historic emirs' town ruined by the British”. 《Daily Trust》 (영국 영어). 2022년 12월 24일에 확인함.
10. ↑  David Ellis, "African and European relations in the last century of the transatlantic slave trade"; in Pétré-Grenouilleau, From Slave Trade to Empire (2004), pp. 21–46.
11. 1 2  David Richardson, "Background to annexation: Anglo-African credit relations in the Bight of Biafra, 1700–1891"; in Pétré-Grenouilleau, From Slave Trade to Empire (2004), pp. 47–68.
12. ↑  Randy J. Sparks, The Two Princes of Calabar: An Eighteenth-Century Atlantic Odyssey; Harvard University Press, 2004; ISBN 0-674-01312-3; Chapter 1: "A Very Bloody Transaction: Old Calabar and the Massacre of 1767".
13. 1 2 3 4 5 6  Anietie A. Inyang & Manasseh Edidem Bassey, "Imperial Treaties and the Origins of British Colonial Rule in Southern Nigeria, 1860–1890", Mediterranean Journal of Social Sciences 5.20, September 2014.
14. ↑  Asiegbu, Nigeria and its British Invaders (1984), p. xxiii. "After the Abolition Act in 1807 made the trade in African slaves illegal for British subjects, Britain did not stop there: For the next quarter of a century successive British Governments embarked on a kind of aggressive diplomacy, bullying and bribing other European nations, especially Spain and Portugal, to toe the anti-slavery line with England. / On the West African Coast itself British anti-slavery policy became very evident. Freed slaves were resettled at Freetown, thus becoming British subjects. A detachment of the all-powerful British Navy, the West African naval squadron, was stationed in West African waters to patrol along the coastline and to intercept any slave ships or vessels equipped for the slave trade, and to bring slave vessels captured for trial before British controlled courts in Freetown. At the same time, Britain embarked on securing from African rulers, in consideration of payments to these rulers, what became known as anti-slave trade treaties. By these treaties, the rulers engaged to stop the traffic in slaves in their respective territories. In the process of enforcing these anti-slave trade policies on the west coast with its powerful navy, Britain discovered the military weakness or inferiority of the African states in relation to its own military power."
15. 1 2  Olatunji Ojo, "The Organization of the Atlantic Slave Trade in Yorubaland, ca.1777 to ca.1856", International Journal of African Historical Studies 41.1, 2008. "Slave production in the interior raised exports from Lagos tenfold, making it West Africa's leading slave port. The most accurate trade figures are found in the Trans-Atlantic slave voyage database (TSD), which put the number of slave exports between 1776 and 1850 at 308,800. Of that number, only 24,000 slaves were shipped before 1801, while 114,200 and 170,600 were sold during 1801–25 and 1826–50, respectively. Exports from Badagry lagged far behind, with about 37,400 slaves sold during 1776–1860."
16. ↑  Asiegbu, Nigeria and its British Invaders (1984), pp. xiv-xv. "Here again, European and African scholars have been at loggerheads and in the same kinds of conflicts as had featured in their interpretations of the primary motives of the British anti-slavery movement and abolitionism in the mid-19th century, namely, British self-interest or imperial ambitions on the one hand, and British humanitarian feeling for Africa on the other."
17. ↑  Tamuno, The Evolution of the Nigerian State (1972), p. 6. "To the British, traffic in human beings after 1807 was both 'uncivilised' and illegal. As the century went on, a strong feeling developed that the slave trade, as an aspect of piracy, stood condemned in international and municipal law. This change in moral tone over the slave trade at first seemed incomprehensible to generations of people in Southern Nigeria who within a relatively short period were presented with two different concepts of right and wrong. Their skepticism about the correctness of such conflicting standards persisted into the early twentieth century."
18. ↑  Warren Whatley & Rob Gillezeau, "The Impact of the Slave Trade on African Economies", World Economic History Congress, Utrecht, 23 May 2009.
19. ↑  Influence of Christian Missions", in 헬렌 채핀 메츠, ed., Nigeria: A Country Study, Washington: GPO for the Library of Congress, 1991, accessed 18 April 2012
20. ↑  Tamuno, The Evolution of the Nigerian State (1972), pp. 11–12.
21. 1 2  Bouda Etemad, "Economic relations between Europe and Black Africa c. 1780–1938"; in Pétré-Grenouilleau, From Slave Trade to Empire (2004), pp. 69–81.
22. ↑  Tamuno, The Evolution of the Nigerian State (1972), p. 14. "The most significant economic development in Southern Nigeria since 1807 was the transition from the pre-colonial emphasis on subsistence agriculture to an increasing concentration on production for sale."
23. ↑  Kryza, F. T. (2007). The Race for Timbuktu. Harper Collins, New York. ISBN 978-0-06-056064-5.
24. ↑  Giles D. Short, "Blood and Treasure: The reduction of Lagos, 1851" ANU Historical Journal (1977), Vol. 13, pp 11-19. ISSN 0001-2068
25. 1 2  Carland, The Colonial Office and Nigeria (1985), p. 2.
26. 1 2 3  Asiegbu, Nigeria and its British Invaders (1984), pp. xxv. "In the Lagos Colony Captain John Glover, as the administrator of the Colony, created between 1861 and 1862 the famous Hausa militia ('Glover's Hausas') which became the nucleus of the Lagos Constabulary (itself splitting after 1895 into two bodies, one a civil police force, the other a military unit). The earliest recruits into the Lagos militia came from the liberated African yard or depot which glover had established in the Colony for the reception of run-away domestic slaves from the surrounding local communities. In the Niger territories, the Royal Niger Company organized its own constabulary forces between 1886 and 1899; at the Niger Coast Protectorate the Consular Administration, with its headquarters at Calabar, established after 1891 the Niger Coast Protectorate Force or Constabulary, sometimes known as the 'Oil Rivers Irregulars' (which under Consul Annesley acquired the name of the 'forty thieves'). Thus by 1897 when the WAFF was created, British West Africa had in some form or other known, like French West Africa, almost half a century of European or British military presence and activity."
27. ↑  Tamuno, The Evolution of the Nigerian State (1972), pp. 15.
28. ↑  "Northern Nigeria: The Illo Canceller and Borgu Mail" by Ray Harris in Cameo, Vol. 14, No. 3, Whole No. 90, October 2013, pp. 158–160.
29. ↑  Afeadie, "The Hidden Hand of Overrule" (1996), p. 10–12.
30. ↑  Afeadie, "The Hidden Hand of Overrule" (1996), p. 12–13. "Specifically, the Company sought to secure the cooperation of the traditional rulers in ensuring peaceful conditions for trade. For this objective, the Company chose to administer the African inhabitants of the Niger Sudan through their traditional rulers and their political institutions. […] They needed special personnel: such officials who knew the local conditions and who could communicate between the Company and the indigenous people. […] These intermediaries assisted government diplomacy and helped to establish and maintain relations between the company and the traditional rulers. They gathered information which was needed for policy-making in administration. Some of them also manned Company stations and served as District Agents."
31. ↑  Afeadie, "The Hidden Hand of Overrule" (1996), p. 13–15.
32. ↑  Isichei, A History of Nigeria (1983), p. 372–373.
33. ↑  Asiegbu, Nigeria and its British Invaders (1984), pp. xiv, xxviii–xxx.
34. ↑  Isichei, A History of Nigeria (1983), pp. 365–366.
35. ↑  Tamuno, The Evolution of the Nigerian State (1972), p. xiv.
36. ↑  Isichei, A History of Nigeria (1983), p. 367.
37. ↑  Isichei, A History of Nigeria (1983), pp. 367–368. "East of the Niger, where no obvious and redoubtable foe existed, it was necessary to invent one. Gradually, in the dispatches of the 1890s, one sees the emergence of an image of Arochukwu rather like that which prevailed of Benin at the same time: a sinister 'fetish' power, deeply involved with slave trading, indelibly opposed to European penetration, and wielding a very great influence over the politics of other states. One has the suggestion that the Igbo were in need of release from Aro tyranny, precisely the suggestion which was made with reference to Benin and the Sokoto Caliphate."
38. ↑  Carland, The Colonial Office and Nigeria (1985), pp. 56–58. "And so, flying the flags of civilisation and commerce, the Colonial Office finally authorized the expedition to begin in December 1901. Over the summer the Aros conveniently made some slave raids on neighbouring tribes, providing the Colonial Office and the Southern Nigerian Government with, as Nigeria Department member Butler termed it, 'the technical justification for the expedition' which, as he further noted, had 'already been decided to be necessary on more general grounds'. The expedition began and ended right on schedule."
39. ↑  Carland, The Colonial Office and Nigeria (1985), pp. 58–59. "Moor's successor, Sir Walter Egerton, quickly embarked on, with the blessings of the Colonial Office, a policy of sending out pacification patrols annually. For the most part, the patrols did not involve the use of force so much as they did the threat of force if submission was not made. At the beginning of each dry season, the Southern Nigerian troops would establish a central base on the edge of the area they were to take over. Then small columns of soldiers would be sent out to different parts of the unoccupied country. Usually, this show of force was enough, and the area would soon be open for the introduction of district administration and commercial development."
40. ↑  Isichei, A History of Nigeria (1983), p. 369–371.
41. ↑  Carland, The Colonial Office and Nigeria (1985), pp. 60–62.
42. ↑  Carland, The Colonial Office and Nigeria (1985), p. 64.
43. ↑  Carland, The Colonial Office and Nigeria (1985), p. 68.
44. ↑  Carland, The Colonial Office and Nigeria (1985), p. 50.
45. ↑  Asiegbu, Nigeria and its British Invaders (1984), pp. xxv–xxvii. "Right from the start Lugard adopted a policy of keeping the entire force predominantly Hausa, with Yorubas as the next preferred ethnic group to recruit into the force. By the middle of 1898 Lugard reported to the Colonial Office that there were already some 2600 native soldiers (made up of Hausa and Yorubas in equal proportions) in the force, while more vigorous recruiting expeditions were being undertaken by European officials into Yorubaland and Northern Nigeria. […] Adequate historical information and knowledge about the organization and exploits of the WAFF, the military activities and experiences of some of the remarkable personalities and individual soldiers and officials who belonged to it, have unfortunately been lacking in our own time thanks to the strict official policy of secrecy and silence which the British government imposed right from the start on all officers serving in, or retired from, that force."
46. ↑  Carland, The Colonial Office and Nigeria (1985), pp. 3–4, 50–52.
47. ↑  Carland, The Colonial Office and Nigeria (1985), pp. 19–22. "Those in the upper-middle class were in higher-income groups or in important professional, commercial, or industrial positions. / These definitions place Colonial Office permanent officials primarily in the upper middle class. This can be seen by looking at Table 1.2 Three of these men — William Baillie Hamilton, Dougal Malcolm, and Charles Strachey — also had connections with the nobility and landed gentry. Nine had fathers in prestigious occupations — the Church, the Bar, and the highest ranks of the Civil Service and the armed forces; and the remaining five had fathers in the important professional, commercial, or industrial positions."
48. ↑  Carland, The Colonial Office and Nigeria (1985), p. 31.
49. ↑  Carland, The Colonial Office and Nigeria (1985), p. 32–33.
50. ↑  Carland, The Colonial Office and Nigeria (1985), pp. 35–37.
51. 1 2  Carland, The Colonial Office and Nigeria (1985), pp. 104–109.
52. ↑  Carland, The Colonial Office and Nigeria (1985), pp. 135–153.
53. 1 2  Carland, The Colonial Office and Nigeria (1985), pp. 79–84.
54. ↑  Carland, The Colonial Office and Nigeria (1985), p. 87. "Although permanent officials like some, though not all, of Lugard's ideas, they had built up considerable antipathy toward Lugard during his tour of duty in Northern Nigeria (1900–6). His unorthodox and administratively untidy ways exasperated them. However, Harcourt and Anderson decided they could not have Lugard's ideas without Lugard. In August 1911 Anderson told Lugard that they were anxious to amalgamate the Nigerian administrations; 'But our difficulty is to get the right man for the job. We are agreed that you are that man.'"
55. 1 2  Carland, The Colonial Office and Nigeria (1985), p. 88–89.
56. ↑  Asiegbu, Nigeria and its British Invaders (1984), p. xxxi.
57. ↑  Carland, The Colonial Office and Nigeria (1985), pp. 92–100.
58. ↑  Afeadie, "The Hidden Hand of Overrule" (1996), p. 17–19.
59. ↑  Afeadie, "The Hidden Hand of Overrule" (1996), p. 19–21. "The agents performed similar but more expansive roles as their Company counterparts. They were instrumental in the development of government diplomacy with the traditional rulers; they spread government propaganda among the indigenous people; and they assisted colonial officials in parleying with native forces at war with government troops. Agents also collected intelligence for the colonial officials; they gathered information on public opinion and the military resources of the local polities; they also spied on rival colonial forces in foreign territories."
60. ↑  Carland, The Colonial Office and Nigeria (1985), pp. 70–71.
61. 1 2 3  리치먼드 팔머 경
62. ↑  Carland, The Colonial Office and Nigeria (1985), p. 67.
63. ↑  Campbell, John (2010). 《Pistols at Dawn: Two Hundred Years of Political Rivalry from Pitt and Fox to Blair and Brown》. London: Vintage. 166–167쪽. ISBN 978-1-84595-091-0. OCLC 489636152.
64. ↑  Carland, The Colonial Office and Nigeria (1985), p. 66. "In British colonial administrative history the importance of indirect rule – in theory and in practice – should not be underestimated. Indirect rule, as it developed in Northern Nigeria before 1914, became the most influential model for local government in other British Crown Colonies. By the 1930s practically all of British tropical Africa, outside the urban areas, had accepted indirect rule as the basic mode of local government."
65. ↑  Simon  Heap, "'We think prohibition is a farce': drinking in the alcohol-prohibited zone of colonial northern Nigeria." International Journal of African Historical Studies 31.1 (1998): 23-51.online
66. 1 2 3  Helen Chapin Metz, ed. Nigeria: A Country Study. Washington: GPO for the Library of Congress, 1991. Retrieved October 11, 2014 from http://countrystudies.us/nigeria/19.htm
67. 1 2 3 4 5 6  Oluwasegun, Jimoh Mufutau (2017년 6월 1일). 《Managing Epidemic: The British Approach to 1918–1919 Influenza in Lagos》. 《Journal of Asian and African Studies》 (영어) 52. 412–424쪽. doi:10.1177/0021909615587367. ISSN 0021-9096. S2CID 146894627.
68. 1 2  “The Nigerian Victory Against The 1918 Influenza Pandemic and 1897 Smallpox Epidemic”. 《The Guardian Nigeria News - Nigeria and World News》 (미국 영어). 2020년 3월 29일. 2021년 5월 20일에 확인함.
69. ↑  Fagunwa, Omololu (2020년 12월 21일). 《African Pentecostalism and the 1918 Influenza Pandemic: The Supernatural Amid the Fearful and Implications for the COVID-19 Pandemic》. 《Christian Journal for Global Health》 7. 52–64쪽. doi:10.15566/cjgh.v7i5.455. ISSN 2167-2415. S2CID 234371554.
70. ↑  Ohadike, D. C. (July 1981). 《The influenza pandemic of 1918–19 and the spread of cassava cultivation on the lower Niger: a study in historical linkages》. 《The Journal of African History》 (영어) 22. 379–391쪽. doi:10.1017/S0021853700019587. ISSN 0021-8537. PMID 11632223. S2CID 29770303.
71. ↑  Carland, The Colonial Office and Nigeria (1985), pp. 85–86, 103.
72. ↑  Carland, The Colonial Office and Nigeria (1985), p. 119.
73. ↑  Isichei, A History of Nigeria (1983), pp. 386–388.
74. ↑  Elliot J. Berg, "The Development of a Labour Force in Sub-Saharan Africa"; Economic Development and Cultural Change 13.4, July 1965.
75. ↑  Carland, The Colonial Office and Nigeria (1985), pp. 127–128.
76. ↑  Isichei, A History of Nigeria (1983), p. 380.
77. ↑  Carland, The Colonial Office and Nigeria (1985), pp. 184–198.
78. ↑  Isichei, A History of Nigeria (1983), p. 392–393. "A Tiv political sociologist has explored this theme in Tiv experience. As late as the early 'thirties, a well-informed observer could state, 'I am not conscious of any race consciousness among the Tiv except on the very widest and vaguest basis…'. But this soon changed. 'By its constant treatment of the Tiv as a corporate body with homogenous interests, the Native Administration went a long way towards creating the level of ethnic consciousness which developed. And conversely, by imposing a Yoruba Muslim from Bida as Chief of Makurdi, the British created a wholly new demand for a Tiv paramount chief, the Tor Tiv. By the 1960s, ethnic consciousness had become a key determinant of Tiv political behaviour."
79. ↑  Helen Chapin Metz, ed. Nigeria: A Country Study. Washington: GPO for the Library of Congress, 1991. Retrieved October 11, 2014 from http://countrystudies.us/nigeria/20.htm

### Sources
- Country Studies On-Line - Nigeria at the 미국 의회도서관

## 더 읽어보기
- Afeadie, Philip Atsu. "The Hidden Hand of Overrule: Political Agents and the Establishment of British Colonial Rule in Northern Nigeria, 1886–1914". PhD dissertation accepted at the Graduate Programme in History, York University, Ontario. September 1996.
- Asiegbu, Johnson U. J. Nigeria and its British Invaders, 1851–1920: A Thematic Documentary History. New York & Enugu: Nok Publishers International, 1984. ISBN 0-88357-101-3
- Ayandele, Emmanuel Ayankanmi. The missionary impact on modern Nigeria, 1842-1914: A political and social analysis (London: Longmans, 1966).
- Burns, Alan C. History of Nigeria (3rd ed. London, 1942) online free.
- Carland, John M. The Colonial Office and Nigeria, 1898–1914. Hoover Institution Press, 1985. ISBN 0-8179-8141-1
- Dike, K. O.  "John Beecroft, 1790—1854: Her Brittanic Majesty's Consul to the Bights of Benin and Biafra 1849—1854" Journal of the Historical Society of Nigeria 1#1  (1956), pp. 5–14, online
- Fafunwa, A. Babs. History of education in Nigeria (Routledge, 2018).
- Falola, Toyin, & Matthew M. Heaton, A History of Nigeria (Cambridge UP, 2008, ISBN 978-0-521-68157-5 online free to borrow
- Falola, Toyin, Ann Genova, and Matthew M. Heaton. Historical dictionary of Nigeria (Rowman & Littlefield, 2018).
- Isichei, Elizabeth. A History of Nigeria. (Longman, Inc., 1983). ISBN 0-582-64331-7
- Larymore, Constance. A Resident's wife in Nigeria. (United Kingdom: George Routledge & Sons, Limited, 1908).
- Mordi, Emmanuel Nwafor. "Nigerian Forces Comforts Fund, 1940–1947: 'The Responsibility of the Nigerian Government to Provide Funds for the Welfare of Its Soldiers'." Itinerario 43.3 (2019): 516–542.
- Pétré-Grenouilleau, Olivier (ed.). From Slave Trade to Empire: Europe and the colonisation of Black Africa 1780s–1880s. Abingdon, UK, and New York: Routledge, 2004. ISBN 0-714-65691-7
- Tamuno, T. N. The Evolution of the Nigerian State: The Southern Phase, 1898–1914. New York: Humanities Press, 1972. SBN 391 00232 5
- Tamuno, T. N. (1970). "Separatist Agitations in Nigeria Since 1914." The Journal of Modern African Studies, 8(04), 563. doi:10.1017/s0022278x00023909